# Aragóniai Katalin angol királyné
Aragóniai Katalin (Alcalá de Henares, (Madrid mellett), 1485. december 16. - Kimbolton, 1536. január 7.) Anglia királynéja a Trastámara-házból. VIII. Henrik első felesége, I. Mária anyja.

## Származása
Apja, II. Ferdinánd Aragónia, Nápoly, Szicília és Navarra királya, Kasztília címzetes királya és régense. Anyja I. Izabella Kasztília és León királynője. V. Károly német-római császár és I. Ferdinánd magyar és cseh király anyai nagynénje.

### Családja és gyermekkora

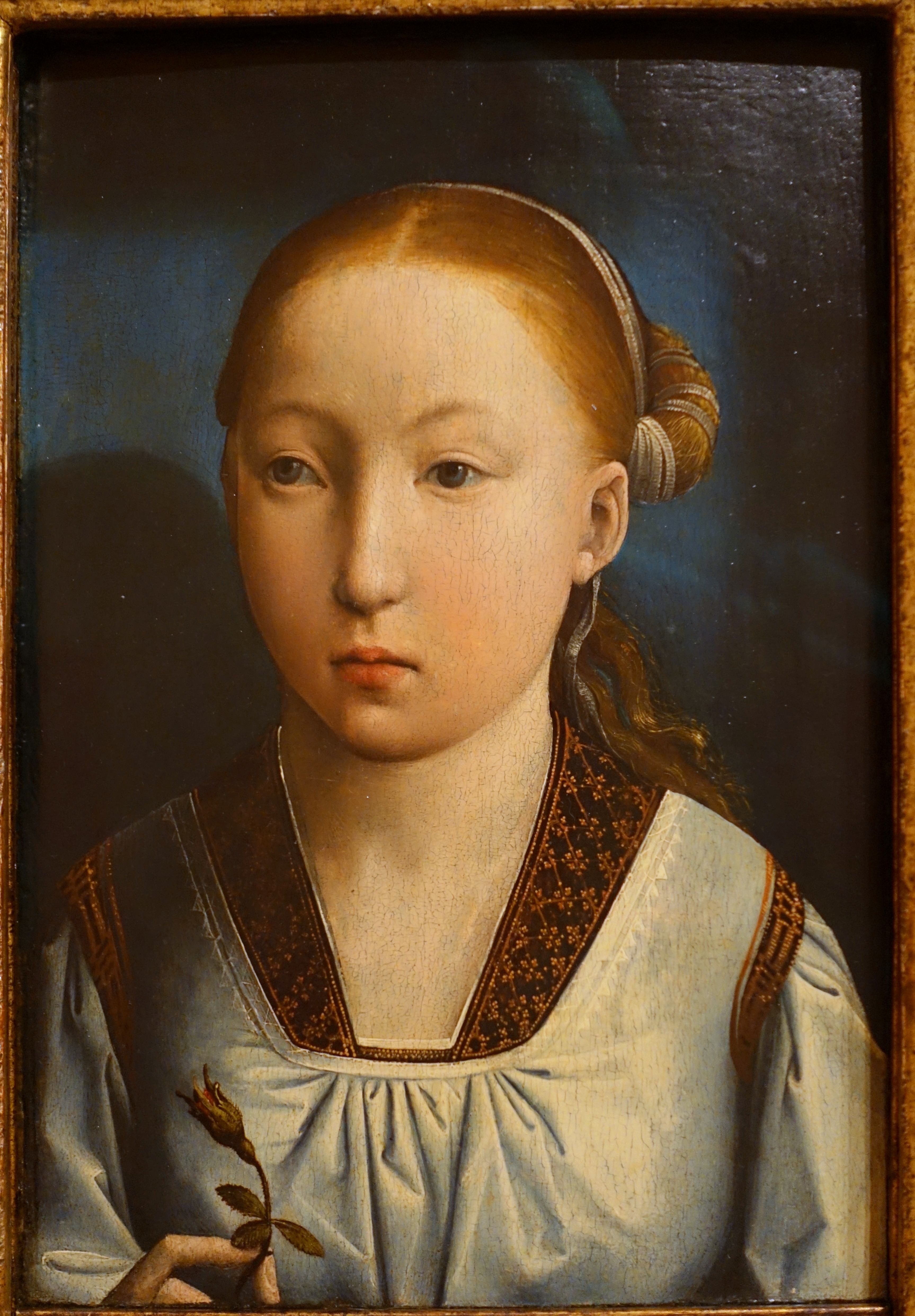
Aragóniai Katalin 11 éves korában. A kép valószínűleg 1496-ban készült.

Aragóniai Katalin 1485. december 16-án született a Kasztíliai Királyságban. Nevét angol dédanyja, Lancasteri Katalin kasztíliai királyné után kapta, de ekkor még biztosan nem volt sejthető, hogy ez nomen est omen alapon sorsára is hatással lesz, hiszen ő pedig éppen dédanyja országába, Angliába került királynéként. Édesanyja Kasztíliai Izabella, édesapja Aragóniai Ferdinánd volt. Anyja Kasztília és León teljes jogú uralkodója volt, apja pedig Aragónia, Nápoly, Szicília és Navarra királya. Izabella kolostorban nevelkedett, nem uralkodásra szánták, csak fivére halála után került a királyság élére, és uralkodása alatt újjáéledt a műveltség Kasztíliában. Ferdinánd már kevésbé volt a tökéletesség mintaképe. Kiváló politikus volt, de kicsapongásai és szeretői hírhedtté tették. Tőle örökölte franciaellenességét és túlélőképességét is. Legfiatalabb gyermekként érkezett a királyi családba. Élete első tizenöt évét anyja szigorú nevelése alatt töltötte. Anyja erős egyéniség volt, emellett királynő és hadvezér, így hát nagy hatást gyakorolt lányára Katalinra. Neveltetése pedig végig leendő királynőhöz méltóan történt. Legfiatalabbként érkezett a királyi család kötelékébe három lány, Izabella, Johanna, Mária, és egy fiú János után. A fiúörökös megszületésével mindkét királyság utódlása biztosítva volt. Katalin infánsnő szigorú és következetes katolikus nevelésben részesült, s akárcsak a kor többi asszonyát, legyen az nemes vagy alacsony származású, arra készítette fel az édesanyja, hogy mindig kötelességtudó, engedelmes gyermek és feleség legyen, aki hű társa hitvesének, s minél több gyermeket hoz világra.
Izabella 1485-ös terhessége idején is kivette részét a mórok ellen vívott Reconquista hadjárataiból. A heves harcok után Córdobában kívánt megpihenni, azonban az esős ősz miatt lassan haladt, így gyermekének Alcalá de Henaresben (a toledói érsek kastélya) adott életet. Nevét egyik felmenőjéről Lancasteri Katalinról kapta. Ereiben tehát spanyol, portugál és Plantagenet vér csörgedezett. A kis infánsnő születése után is folytatódtak a harcok, míg végül kevéssel a hatodik születésnapja előtt lezárult a 722-től 1492-ig tartó visszahódítás korszaka. A királyné elhatározta, hogy gyermekeinek megfelelő nevelésben kell részesülniük, nevelésüket, köztük Katalinét is humanisták végezték például: Petrus Martyr Anglerius, Antonio Geraldini, Alessandro Geraldini. A Biblia átfogó ismerete mellett tehát megismerkedett a klasszikus irodalommal is, és folyékonyan beszélt latinul is. Angliában érkezésekor meg is jegyezték, hogy „olyan csiszolt elméről tett tanúbizonyságot… amelynek alig akadt komoly vetélytársa a királynék között”. Az európai királyi udvarokhoz méltóan a zenét, a táncot és a rajzolást is elsajátította, ezek mellett, egyedi módon Izabella külön figyelmet fordított a hagyományos nőies tudás (szövés, fonás, sütés) elsajátítására is. Ezek mellett feltétlen engedelmességet és alázatosságot kellett tanúsítaniuk lánygyermekeinek a jövendőbeli férjeik felé. Izabella a józan vallásosságát is átörökítette utódainak.
Ferdinánd gyermekeit Európa legnagyobb családjaiba kívánta beházasítani. Johannát I. (Szép) Fülöphöz adta feleségül, alig tizenhét évesen, míg Juan feleségül vette Ausztriai Margit főhercegnőt, aki Spanyolországba költözött. Izabellát Portugáliai Alfonzhoz adta hozzá, 1496-ban férje halála után pedig annak unokatestvéréhez, Emánuelhez ment feleségül.

## Házassága Artúr herceggel

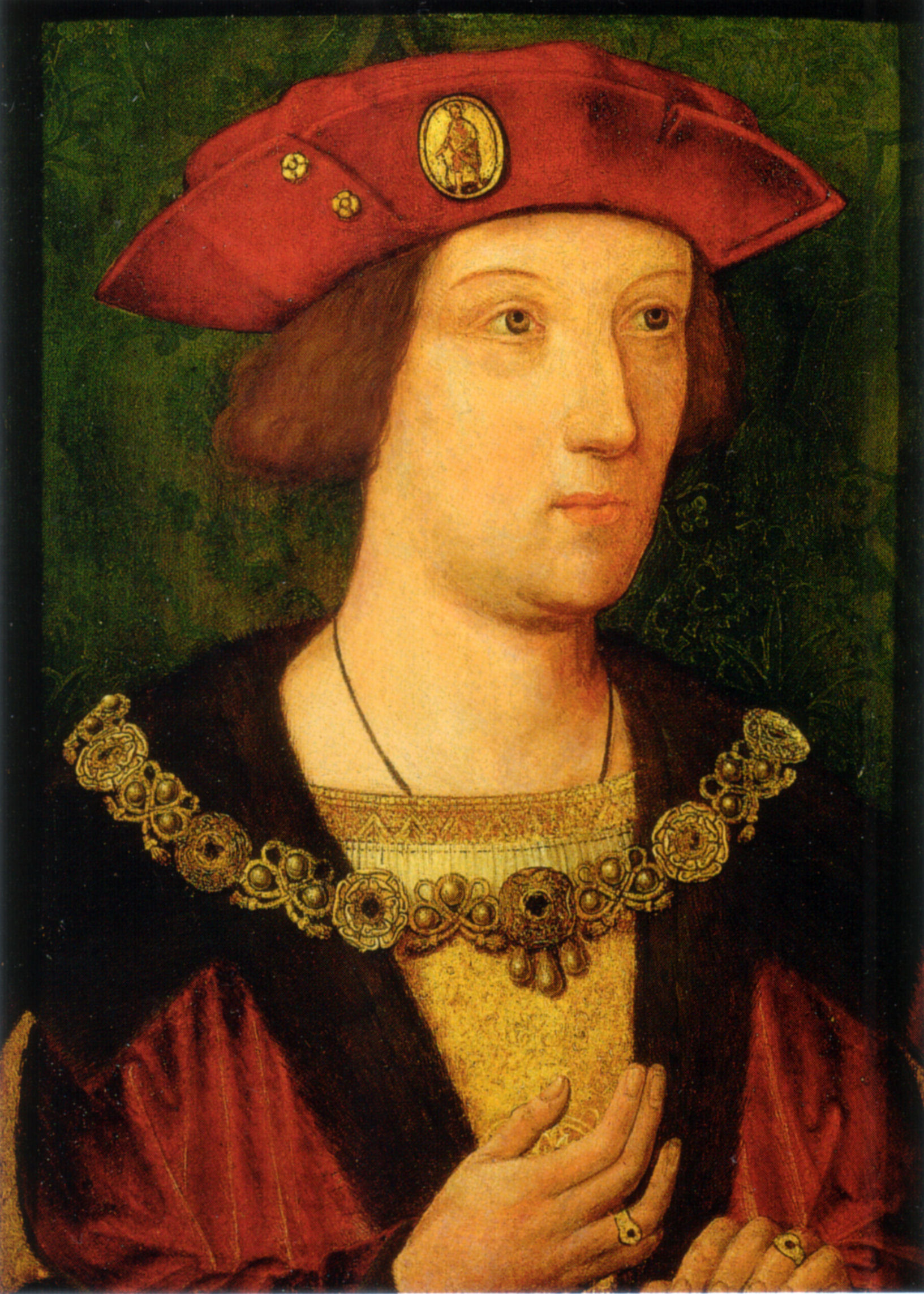
Katalin első férje, Artúr walesi herceg 1500 körül.

Aragóniai Ferdinánd óvatossága megjelent legkisebb lányának férjkeresésében is. Anglia nem számított olyan nagy formátumú országnak, mint Franciaország, vagy Spanyolország. Mégis Franciaország ősi ellenségének számított és kikötői szabadok voltak a spanyol hajók számára a Németalföldi piacok felé. VII. Henrik legidősebb fia Artúr kiváló választásnak tűnt. A kapcsolatot 1487-ben vette fel a két uralkodó. 1488 áprilisában kapott megbízást Ferdinándtól Rodrigo Gonzalva de Puebla doktor, hogy fogalmazzon meg egy házassági szerződést az angol király részére. Az angolok nagyon megörültek a hírnek, azonban Aragónia királya nem véletlenül kapta a „ravasz katalán” jelzőt, hiszen tudta: Henrik és családja nem éppen teljes biztonsággal birtokolja a trónt. Ezért hosszas tárgyalások kezdődtek a hozomány és a későbbi öröklés kérdésében is. Végül 1489 márciusában Medina del Campóban létrejött a kívánt szerződés, melyben elismerték, hogy Katalin mindenképpen Artúr felesége legyen.

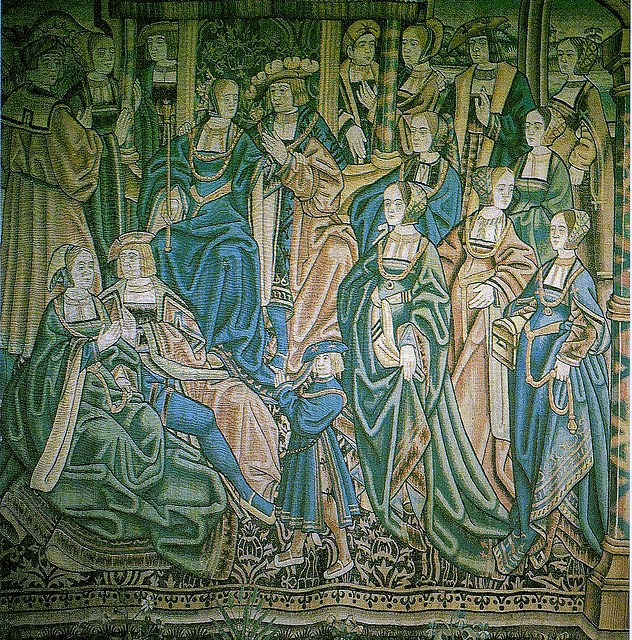
Egy flamand típusú faliszőnyeg, mely Artúr herceget és Katalint ábrázolja.

Katalin ebben az időben hároméves volt. Ettől fogva már tudatosan walesi hercegnőnek nevelték. Tanulmányozta angol őseit, és elsajátította az alapvető ismereteket Angliáról. Az, hogy a fiatal hercegnő már gyermekkorától ilyen életre volt nevelve eleve elrendelte sorát és azt, hogy szinte isteni akarat szerint, Anglia királynéjává kell válnia. 1496-ban Katalin tizennégy éves lett, és megkezdődtek a tárgyalások a hivatalos eljegyzésről. Ekkorra Angliában is rendeződni látszott a Tudorok hatalmának legitimálása és minden feltétel adott volt egy kedvező házassághoz. 1498 augusztusában, Woodstockban Artúrt formálisan eljegyezték a távol lévő Katalinnal, akit ekkor Puebla doktor „helyettesített” (per procurationem). Ettől fogva Katalint megillette a walesi hercegné címe. Ezután a szülők szívélyes levélváltása következett, és formális köszöntések. A szerződés nem tisztázott pontja volt a menyasszony elindulása, amelynek egybe kellett esnie a hozomány átadásával. Katalin megtanult franciául, hogy majd ezen a nyelven társaloghasson az udvarban. Puebla doktor kissé halogatta a menyasszony elindulásának dátumát, de a Skóciában szolgálatot teljesítő Don Pedro de Ayala a fiatal lány mielőbbi indulását szorgalmazta. Ezt azzal indokolta, hogy Katalin ne szokjon hozzá a spanyol udvar haladó gondolkodásához, hiszen akkor sohasem érezheti majd otthon magát a „maradi” Angliában.
1499. május 19-én Worcestershire-ben jelképes házasságot kötött Katalin és Artúr. A királynét ezen a ceremónián is Puebla doktor helyettesíttette. Az ifjú pár között „szenvedélyes” levélváltások sorozata következett latin nyelven. Ferdinánd bizalmatlanságát mutatja, hogy Artúr tizennegyedik születésnapja előtt újabb távházasságot köttetett a két fiatal között, ezúttal Ludlow kastélyában. Végül 1500-ban megegyeztek, hogy Katalin tizenhatodik születésnapja után Angliába utazik.

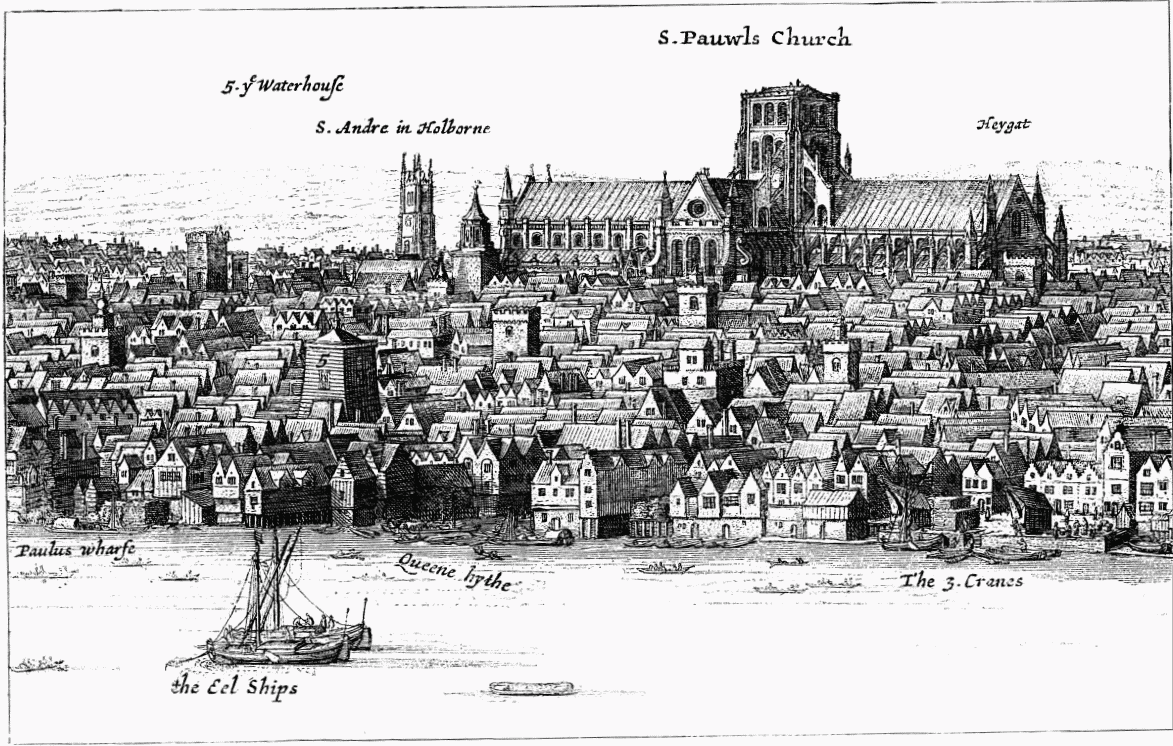
A régi Szent Pál-székesegyház egy 17. századi ábrázoláson. Itt zajlott le Artúr és Katalin esküvője.

Azonban Katalin családját súlyosabbnál súlyosabb csapások érték ebben az időszakban. 1497 októberében meghalt Katalin egyetlen fiútestvére, a trónörökös Juan herceg. Ezzel az aragón trón utód nélkül maradt, még Kasztília trónja a nőöröklés miatt Izabella lányára Izabellára szállt volna. Egy évre rá meghalt Izabella is, ám még élő fiúörököst hozott a világra Miguel személyében, aki ezzel Portugália és Aragónia örököse is lehetett. Azonban Miguel fiatalon csecsemőkorában meghalt és a trón ezzel Johannára szállt, aki 1500-ban adott életet Károly fiának, aki ezzel a Habsburg és az ibér trón várományosa lett. 1500-ban Katalin nővére Mária hozzáment testvére Izabella özvegy férjéhez a Portugál királyhoz, I. Mánuelhez. 1501 nyarán Katalin pedig útnak indult Angliába.
Augusztus 17-én La Corunában szállt hajóra, azonban a heves viharok csak szeptemberben engedték őket kihajózni, ekkor indulhattak útnak a szigetország felé. Végül 1501. október 2-án érkeztek meg az angliai Plymouthba. Nagy örvendezés fogadta a királynét, aki rögtön el is indult a London melletti királyi székhelyre, Richmondba. A király nem győzte kivárni, míg Katalin a királyi rezidenciára ér, ezért Hampshire-be ment Artúrral, annak jövendőbelije elé. Ennek legfőbb oka az volt, hogy megtekintse, valóban olyan egészséges és szép-e a jövendő királyné, mint ahogyan azt híresztelték. Katalin azonban spanyol szokás szerint fátylat viselt, amelyet a házasság érvényesítéséig nem vehetett le, így Doña Elvira Manuel, Katalin első udvarhölgye megtiltotta, hogy láthassák a királynét. Katalin végül mégis felfedte arcát, és a király megkönnyebbüléssel fogadta, hogy a fia jövendőbelije valóban szemrevaló. A tizen hatéves leány hófehér bőrrel, tojásdad alakú arccal és arany vörös árnyalatú szőke hajjal rendelkezett. „Tökéletességét” azonban alacsony termete ellensúlyozta, emellett rendkívüli mély hangja mindenképpen tiszteletet parancsoló volt. Artúr herceg sem volt azonban a tökéletesség mintaképe. Katalin kis növésű volt, azonban férje még nála is egy fejjel alacsonyabb volt. Fejletlen testalkatát koraszülöttségének „köszönhette”. Kitűnő nevelésben részesült. Ő is, akárcsak Katalin, megismerkedett a klasszikus irodalommal, és folyékonyan beszélt latinul. Latin társalgásuk nehézségekbe ütközött, mert mindketten másképpen ejtették a latin szavakat, így csak a püspökök segítségével tudtak valamilyen szinten beszélgetni. A tánc sem volt közös pontjuk, hiszen mind ketten másképp művelték azt. Azonban ezek ellenére fényes kilátások elé nézett a pár. Hamarosan Londonba utaztak, hogy megkössék immár személyes házasságukat, a Szent Pál-székesegyházban.

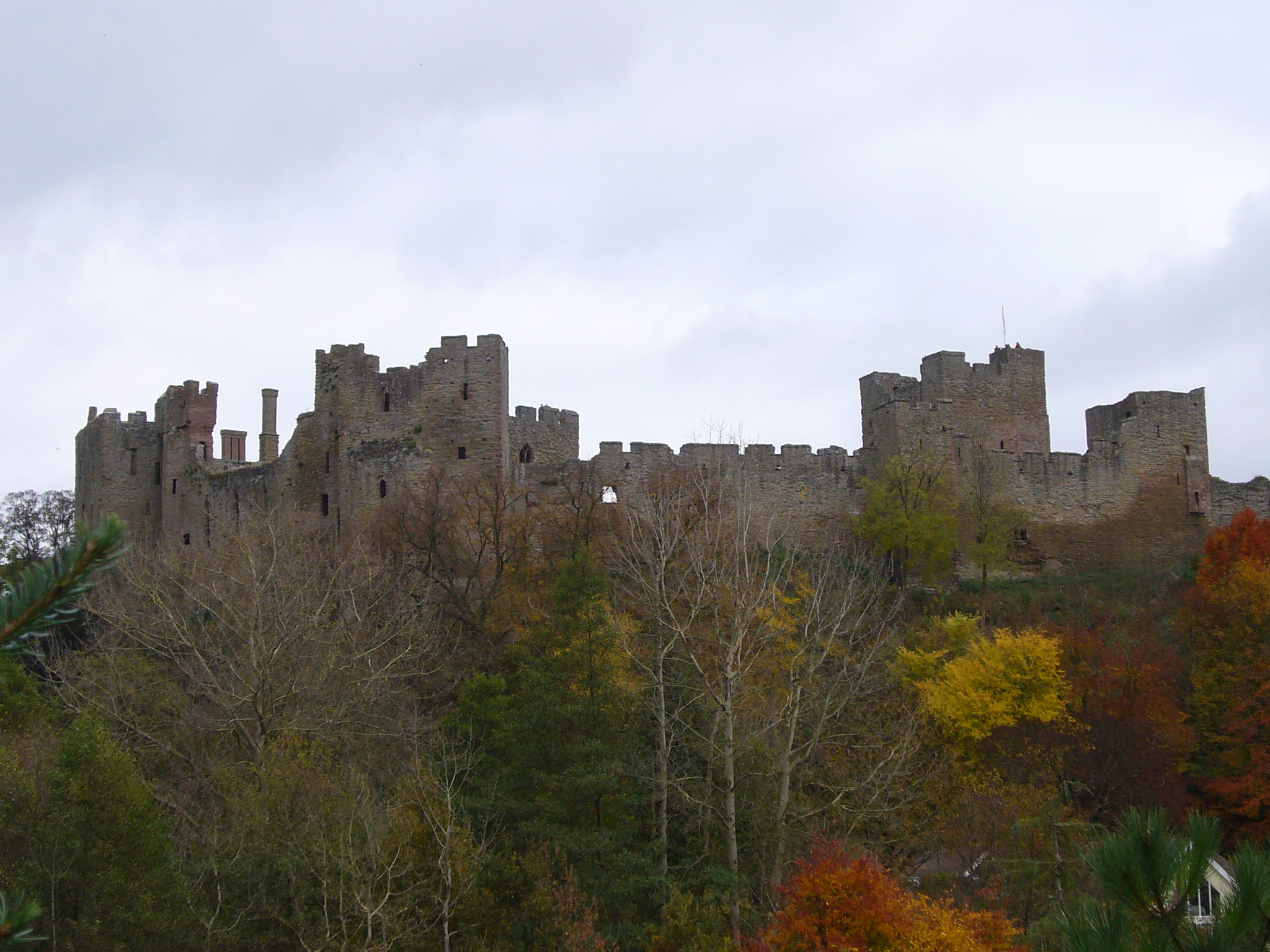
Ludlow vára, ahol Katalin és Artúr rövid házasságukat töltötték. A képen a vár romjai láthatóak 2007-ben.

A menet 1501. november 12-én érkezett meg Londonba. I. Izabella királynő, Katalin anyja szigorúan kikötötte, hogy lányának fogadása szerény legyen. VII. Henrik azonban minden pompát biztosított a menyegzőhöz. Katalin egyszerű aranycsipkével szegélyezett, meggyszínű fejkendőt viselt. Katalint már ekkor Szent Katalinként emlegették. Öt élőképet játszottak el a közönség szórakoztatására, ami mind fényes jövőt jósolt a párnak. Az esküvőt 1501. november 14-én tartották meg a Szent Pál-székesegyházban. Az esküvőre Katalin búcsúztatására spanyol harsonások is érkeztek Londonba. Az arannyal díszített mantillát és drágaköves ruhát viselő Katalint Henrik yorki herceg (a későbbi VIII. Henrik, aki ekkor tízéves volt) kísérte az oltárhoz. Henrik herceg már ekkor fejlettebbnek tűnt, mint bátyja, Artúr. Az esküvői lakomán Katalin a király jobbján foglalt helyet, újdonsült férje a gyermekek asztalánál ült, testvérei körében. A lakomát a VII. Henrik átépített, többnyire ünnepi alkalmakra használatos Baynard-várban tartották, amelyet csak vízen át lehetett megközelíteni. Artúr szerepe az ünnepségen kisebb volt, mint Kataliné. Ezek után következett a nászéjszaka szertartása.

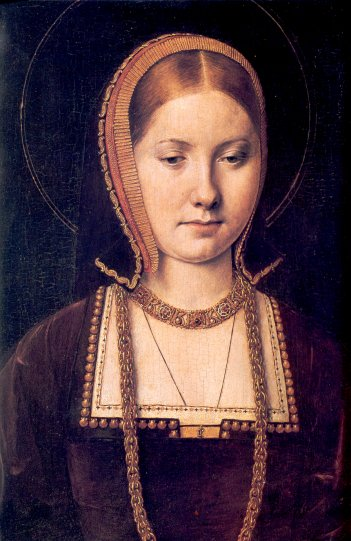
Az özvegy Aragóniai Katalin.

A népes angol és spanyol kíséret egészen az ágyig kísérte a fiatal házasokat, majd magukra hagyták őket, hogy eltölthessék az első közös éjszakájukat. Azonban nagyon is kétséges, hogy az ifjú pár akkor, vagy bármikor később közösült volna. Az éjszaka később perdöntővé vált Henrik és Katalin válása alkalmával, azonban hivatalos feljegyzés nem maradt fenn, csupán udvari pletykák, azonban ezeknek aligha adhatunk hitelt, mivel a szolgák valószínűleg csak uraik kegyéért vallottak a királyné ellen. Katalin később azt válaszolta a pápai legátusnak, hogy Artúrral csupán hét alkalommal osztotta meg ágyát, azonban egyszer sem „ismerte meg” őt. A korabeli szokások is a királyné állítását támasztják alá, hiszen az államérdekekből kötött „gyermekházasságok” után több év is eltelt, mire utódaik világra jöttek. Idővel ügyeltek arra, hogy az örökösök „megfelelő állapotban” keljenek egybe, tanulva a korábbi esetekből. VII. Henrik anyja, Lady Margaret Beaufort tizenhárom évesen hozta világra fiát, de ezután már nem tudott több gyermeket szülni. Az is érvként szolgálhat, hogy mind a négy szülő Artúr egészségére hivatkozva a lehető legtovább halasztotta az egybekelést.
A nászéjszaka után a két ifjú külön-külön nevelkedett volna. Katalint anyósa, Yorki Erzsébet vette gondjaiba, Artúr herceget Ludlow várában nevelték. A tervekkel ellentétben azonban Katalin december végén útnak indult Ludlow-ba, mint walesi hercegné. Ennek a döntésnek a hátterében a hozomány kérdése állt. Ferdinánd ugyanis a hozomány tetemes részét nem készpénzben, hanem ékszerek formájában kívánta átadni, azonban ezzel kijátszotta a fukarságáról hírhedt angol királyt. Katalin így új lakhelyén, a saját hozományából volt kénytelen élni, a spanyol küldöttek pedig semmit sem tehettek. Katalin kezdetben nem akarta elhagyni a londoni udvart, majd fejet hajtott a király akarata előtt, és spanyol udvarával együtt Ludlow-ba költözött. A telet a királyné sivár és szomorú környezetben töltötte, de erről az időszakról kevés forrásunk van.
1502 tavaszán szokatlanul zord idő köszöntött Észak-Angliára, és súlyos járvány söpört végig az országon. Mind Katalin, mind Artúr megkapta a rejtélyes kórt. Valószínűleg tüdővész lehetett, de a közelben a pestis is felütötte a fejét. A krónikások egy bizonyos „veríték-kórról” számolnak be. Április 2-án Katalin súlyos betegen feküdt, férje, Artúr pedig meghalt. Az alig 16 éves hercegné rövid házasság után özvegyen maradt.

## Az özvegy Katalin

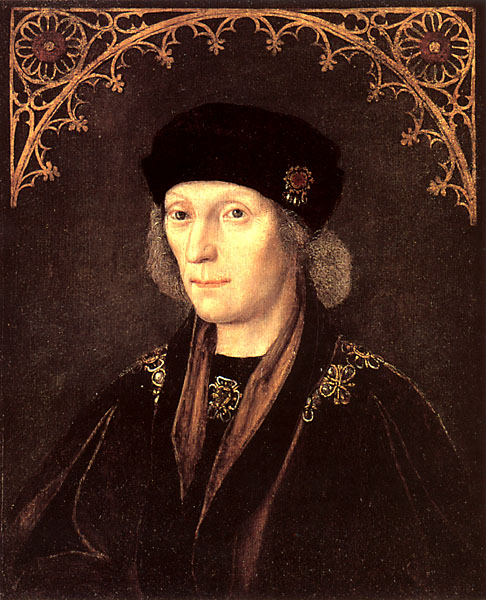
VII. Henrik egyik időskori portréja.

A herceg halálának híre másnap, azaz április 3-án érkezett meg az királyi udvarba. A trón öröklésben egy percig nem merült fel kétség, hiszen ott volt még Henrik, Margit és Mária is. Illetve Yorki Erzsébet maga is képes volt még utódokat a világra hozni. Míg a Ludlowi kastélyban ülésező tanács utasításokat várt Artúr temetését illetően, addig Katalin súlyos betegen feküdt lakosztályában. Végül a herceget három héttel később temették el, a worecesteri székesegyházban. Katalin ügye és jövője immár államüggyé vált. Yorki Erzsébet azonnal úgy rendelkezett, hogy ha a hercegnő utazásra kész, akkor induljon Londonba. Katalin egyedül maradt, személyes érzéseivel nem sokat törődtek, hiszen hozományának ügye egyre égetőbbé vált.
Az ötlet, hogy Katalint eljegyezzék Henrikkel, szinte azonnal felmerült. Itt azonban ismét felmerült a hozomány kérdése, amit spanyol vélemény szerint teljes mértékben kifizettek, azonban angol részről hiányzónak ítéltek meg. Azonban két ok is szólt amellett, hogy az angolok eltekintsenek ettől a kis „hiányosságtól”. Henrik király nem akarta visszaadni a hatalmas hozományt, melyet Ferdinánd küldött, illetve az új trónörökös, Henrik is pont tizenegy éves volt, aminek következtében alkalmas volt egy eljegyzésre. Ferdinánd Doña Elvira elmondása alapján megbizonyosodott arról, hogy lánya még mindig érintetlen, és semmi akadálya az újabb eljegyzésnek. A tárgyalások lebonyolítására Estrada herceget bízta meg.
Estrada herceg azzal kezdte a tárgyalásokat, hogy Katalin azonnal térjen haza Spanyolhonba, hogyha nem történik meg azonnal az eljegyzés. Azonban Henrik király nem akarta eltartani Katalint és elvárta, hogy a spanyol udvar állja minden költségét, míg a tárgyalások zajlanak. Ferdinánd pénztelensége és Henrik kapzsisága feszült egymásnak, melynek Katalin lett a legnagyobb kárvallottja. A házassági szerződéseket végül 1503. június 23-án írták alá a két fél képviselői. Azonban a házasság megkötéséhez pápai engedélyre volt szükség, mivel a sógornői viszony a leánytestvéri viszonnyal volt egyenértékű az egyházi értelmezésben. Ilyenkor a közszemérem előtt kellett felmentést adni, hiszen a nép előtt az esküvő megtörtént. Az érvénytelenítés nem csak magához a házassághoz kellett, hanem a későbbi utódok törvényességének igazolására is. A pápai felmentés azonban nem zárta ki, hogy az előző házasság beteljesült volna, ezt a latin forsitan szó jelzi, melynek jelentése netán. Katalin kezdetben ellenezte a házasságot, de apja tulajdonképpen elárulta őt, háta mögött szervezte meg az eljegyzést. A házasságok érvénytelenítése nem volt szokatlan dolog a korszakban. Katalin „értéke” Európai viszonylatban már nem volt olyan magas, mint néhány évvel azelőtt, így VII. Henrik tapogatózni kezdett egy esetleges befolyásosabb feleség iránt.

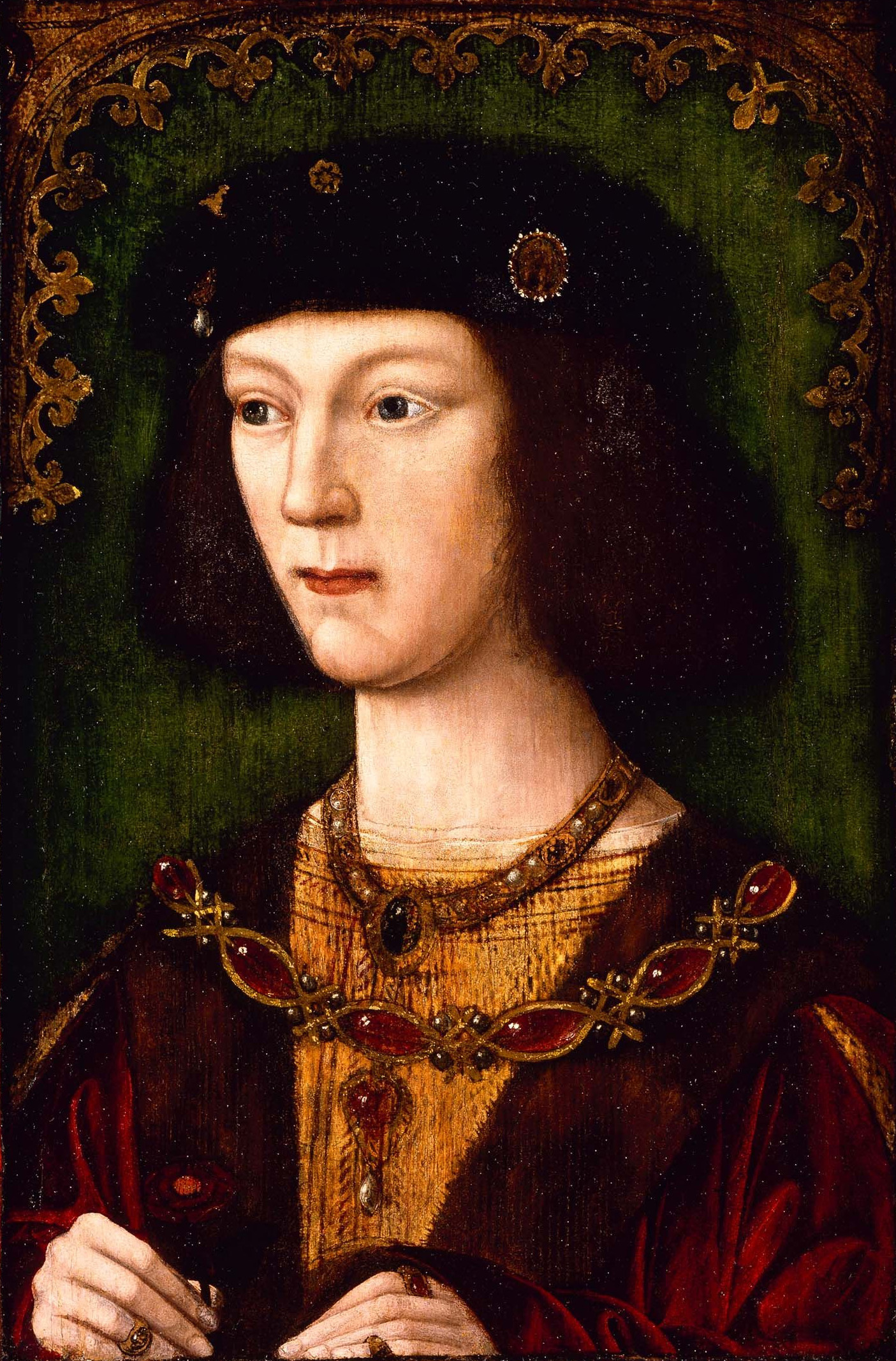
Az ifjú VIII. Henrik 1509 körül.

1503 februárjában meghalt Henrik felesége, Yorki Erzsébet, és felmerült, hogy a király netán Katalint venné feleségül. Azonban az ötletet Ferdinánd élesen ellenezte. 1504 októberében meghalt Katalin anyja Izabella is. Ezzel a spanyol királyság két részre szakadt, befolyása meggyengült. Katalin Angliában a külvilágtól elzárva élt, és várta, miként döntenek majd felette. 1505 nyarán Henrik betöltötte a tizennegyedik életévét, és apja tervei szerint egész családját a Habsburgokhoz kívánta kötni. Katalin helyzete kilátástalannak látszott. 1505. június 27-én VII. Henrik formálisan is felbontotta fia és Katalin eljegyzését.
Eközben Katalin csak a legszükségesebb összeget kapta meg az ellátásához. Ideje nagy részét spanyol követeivel összezárva, a durhami püspök házában, a Durham House-ban töltötte. Nevelőnője szigorú bezártságra ítélte a fiatal özvegy leányt, és csak nagyon ritkán volt lehetősége emberekkel találkoznia. Tanítója Allessandro atyát 1502-ben visszahívták Spanyolországba, mivel az a szóbeszéd terjengett róla, hogy ő terjesztette azokat a rosszindulatú pletykákat, hogy Katalin teherbe esett volna Artúrtól. Anyagi javai folyamatosan apadtak, 1504-ben már arra sem volt pénze, hogy ételt vegyen magának és háza népének. Doña Elvira és Katalin gyóntatója hamarosan elhagyta az ifjú hercegnőt, pontosabban a dadát elbocsátották az udvartól.
Katalin az önpusztító vallásosságba menekült. A pápa szólította fel Henrik herceget, hogy akadályozza ezt meg. 1506 januárjában Szép Fülöp és Johanna Angliába érkezett, amikor is Katalin találkozhatott a sógorával. 1506. január 31-én kötötték meg a windsori egyezményt, mely sötét jövőt jósolt Katalinnak. VII. Henrik még támogatni is kész lett volna Fülöpöt egy esetleges Kasztília elleni háborúban. Katalin azonban nem találkozott testvérével, Johannával, mivel ő pár nappal később érkezett Windsorba. 1506 áprilisában Katalin levelet írt apjának, amiben a segítségét kéri, mivel Henrik király nem hajlandó segíteni rajta. Katalin pénztelensége miatt többször Henrik udvarát követte és így közelebbi kapcsolatba került az ifjú Henrikkel és Margit hercegnővel. Azonban a trónörökösnek sem volt örömteli élete, Henrik király szinte a világtól elzártan nevelte fiát, napjainak minden pontját pontosan megszervezte, Katalint pedig volt, hogy négy hónapig nem látta. Azonban ez a viszonylagos közelség egyfajta rokoni kapcsolatot alakított ki Henrik és Katalin között.
Katalin végül szembesítette a királyt akaratával, mégpedig hogy Henrikkel történt házasságát visszafordíthatatlannak tekinti. Ehhez nagyban hozzá járulhatott az is, hogy Henrik igazán jóképű és jó megjelenésű ifjúvá érett. Erről maga Puebla doktor számol be 1507-ben. 1506-ban meghal Szép Fülöp, Johanna pedig csaknem teljesen elvesztette a józan eszét. Egy Angliai látogatása során azonban Henrik királynak megtetszett szépsége és egy esetleges házassággal is jelentős területeket birtokolhatott volna. Azonban ehhez a házassághoz Ferdinánd áldása kellett volna. Az aragón király anyagilag jobb helyzetbe kerülésekor pénzt küldött Katalin hozományának gyarapítására. Ekkorra Katalin anyagilag ellehetetlenült, két egyszerű fekete ruhája volt, mióta 6 éve, Angliába költözött, ezüst ékszereit is kénytelen volt eladni. Nem javított sorsán, hogy 1507 tavaszán ismét beteg lett, valószínűleg a depresszió egyik formájának megnyilvánulásaképpen. Eközben érkezett meg Katalin új spanyol gyóntatója, a Ferences-rendi pap, Fray Diego Fernández. A pap mellett új udvarhölgy is érkezett Katalin mellé María de Salinas személyében, akinek a hercegnő nagyon megörült.
Az új pap azonban teljesen át kívánta venni a hatalmat Katalin fölött, ezzel sok kellemetlenséget okozva a hercegnő udvarának. Ferdinánd új követe is ellenezte az öreg gyóntató mesterkedéseit. Don Gutierre Gomez de Fuensalida, Puebla doktort váltotta fel az angol udvarban spanyol követként. Az új követ azt a parancsot kapta Ferdinándtól, hogy minél hamarabb kösse meg Katalin házasságát, vagy a hozománnyal együtt vigye haza Spanyolországba. Henrik lánya, Mária hercegnő és Ausztriai Károly távházasságának ünnepségén Katalin is ott volt.
1509. március 9-én írt levelében arról számol be atyjának, hogy nem bírja tovább VII. Henrik sanyargatását és haza kíván térni Spanyolországba. A spanyol követ már intézkedett Katalin javainak hazaszállításáról, amikor az öreg Henrik király, 1509. április 21-én meghalt. Katalin hétéves sanyargatása véget ért.

## Anglia királynéjaként

### Katalin és Henrik esküvője

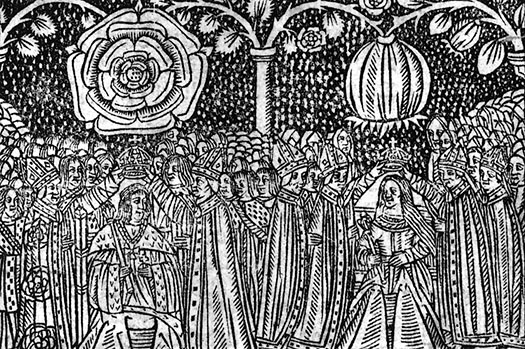
16. századi fametszet Aragóniai Katalin és VIII. Henrik esküvőjéről. Fejük fölött a Tudor rózsa és a gránátalma látható, mely a király és a királynő címere volt.

1509. június 11-én VIII. Henrik, az új király feleségül vette Aragóniai Katalint Greenwichben. A király tizennyolc éves, míg a királyné huszonhárom éves volt. Katalin szűzi menyasszonyi ruhába öltözve vonult az oltárhoz. A király ezek után többször dicsekedett azzal, hogy Katalint „hajadonnak” találta, azonban később ezt tréfának minősítette. Nyár közepén nagyobb pompával megünnepelték az egybekelésüket. Katalin ezek után részt vett a király koronázásán a Westminster-apátságban. Még ezen a napon Katalint is királynévé koronázták, ami nem volt általános abban az időben. A királyné koronázására ezerötszáz fontot költöttek. A királyné aranykoronát viselt, hat zafírral és gyöngyökkel kirakva, és aranyjogart, csúcsán galambbal.
A koronázás alkalmával többeket, köztük Thomas Boleynt is a Bath-rend lovagjává ütötték. Kevesebben buktak el az új király miatt, mint akik felemelkedtek. Leginkább Henrik apjának volt kapzsi képviselői buktak el, akiket ki is végeztek. Ezek mellett Henrik amnesztiát és az adósságok elengedését hirdette ki. Morus Tamás így írt az új király uralkodásának kezdeteiről: „Ez a nap rabszolgaságunk vége, szabadságunknak forrása; a szomorúság vége, kezdete az örömnek.” Az ünnepségek örömét az sem árnyékolta be, hogy meghalt a király nagyanyja, Lady Margaret Beaufort. Azonban felvetődik a kérdés, hogy miért vette el ilyen hamar Katalint Henrik. Henrik Margit főhercegnőnek írott levelében azt írja, hogy apja halálos ágyán kérte meg, hogy vegye el Katalint, azonban ez aligha valószínű magyarázat. Inkább csak így utasította el udvariasan a főhercegnő unokahúgát, Ausztriai Eleonórát. Sokkal reálisabb oknak látszik az a tény, hogy Katalin hozományát mindenféleképpen ki kellett volna fizetnie Angliának, illetve ezzel spanyol szövetségesüket is elvesztették volna, így mégis Katalin mellett döntöttek. Közrejátszhatott még az is, hogy VIII. Henrik gyengéd érzelmeket táplált Katalin iránt, mivel Katalinon és a testvérein kívül nem is találkozhatott más nővel gyermekként, hiszen apja őt is fogolyként nevelte, őrizte. Ez a bezártság és az apai szigor valóban jelen lehetett a király életében, hiszen Henrik első lépései királyként apja szöges ellentétei voltak.

### Az első évek és terhességek

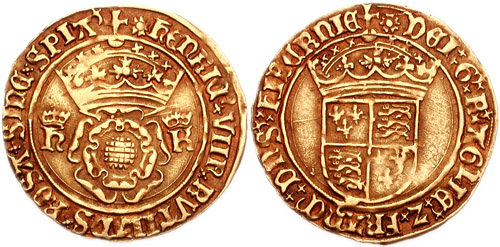
VIII. Henrik által veretett pénzérme, melyen megjelenik az uralkodó és felesége, Katalin monogramja.

Katalin tehát úgy érezhette, élete révbe ért. Házasságuk vizsgálatakor azonban, mint ahogyan Antonia Fraser is írja könyvében, félre kell tennünk a kialakult VIII. Henrik képünket. A pufók, hatalmas termetű, gonosz és hangulatingadozásairól híres király ekkor még vonzó külsejű ifjú volt. Erről pedig Európa-szerte beszámoltak. Katalin személyisége sokat változott, mióta Angliába érkezett. A hét év szenvedés csak megerősítette lelkét és vallásosságát. Ez a vallásosság azonban merevvé is tette, semmilyen helyzetben nem volt megalkuvó. Az esküvő után nagyszabású lovagi tornák és ünnepségek vették kezdetüket. Monogramjuk a H és K, vagy olykor C, több tárgyon, épületen is szerepelt. Katalin jelvénye a gránátalma volt, mely neveltetésének helyére, Granadára utal. Gyakran ábrázolták a Tudor-rózsával összefonódva. A szokásnak megfelelően a király és a királyné külön udvartartásban élt. Udvartartása százhatvan tagú volt, melyből csupán nyolc fő volt spanyol. Katalin gyakran maga főzött és szabadidejében a király ingeit varrta, az új királynéra tehát neveltetéséből fakadóan jellemző volt a házias életmód.
Katalin és Henrik első gyermeke közvetlenül az esküvő után, valamikor az 1509-es év végén foganhatott meg. A terhesség negyedik hónapjában a gyermek megmozdult Katalin méhében, így az orvosok biztosra vehették, hogy a magzat életben van. 1510. január 31-én azonban hét hónapra a fogantatás után a gyermek, akinek a neme kislány volt, halva született. A vetélés után hét hétre Katalin ismét teherbe esett és 1511. január elsején megszületett első közös gyermekük, akinek a Henrik nevet adták. A gyermeket január 5-én keresztelték meg, keresztanyja Henrik testvére Margit hercegnő lett. Tiszteletére nagyszabású lovagi tornát rendeztek. Azonban a kis herceg mindössze ötvenkét napot élt. Halálának okát nem állapították meg, azonban a korszak nagy csecsemőhalandósága miatt nem volt önmagában szokatlan esemény.

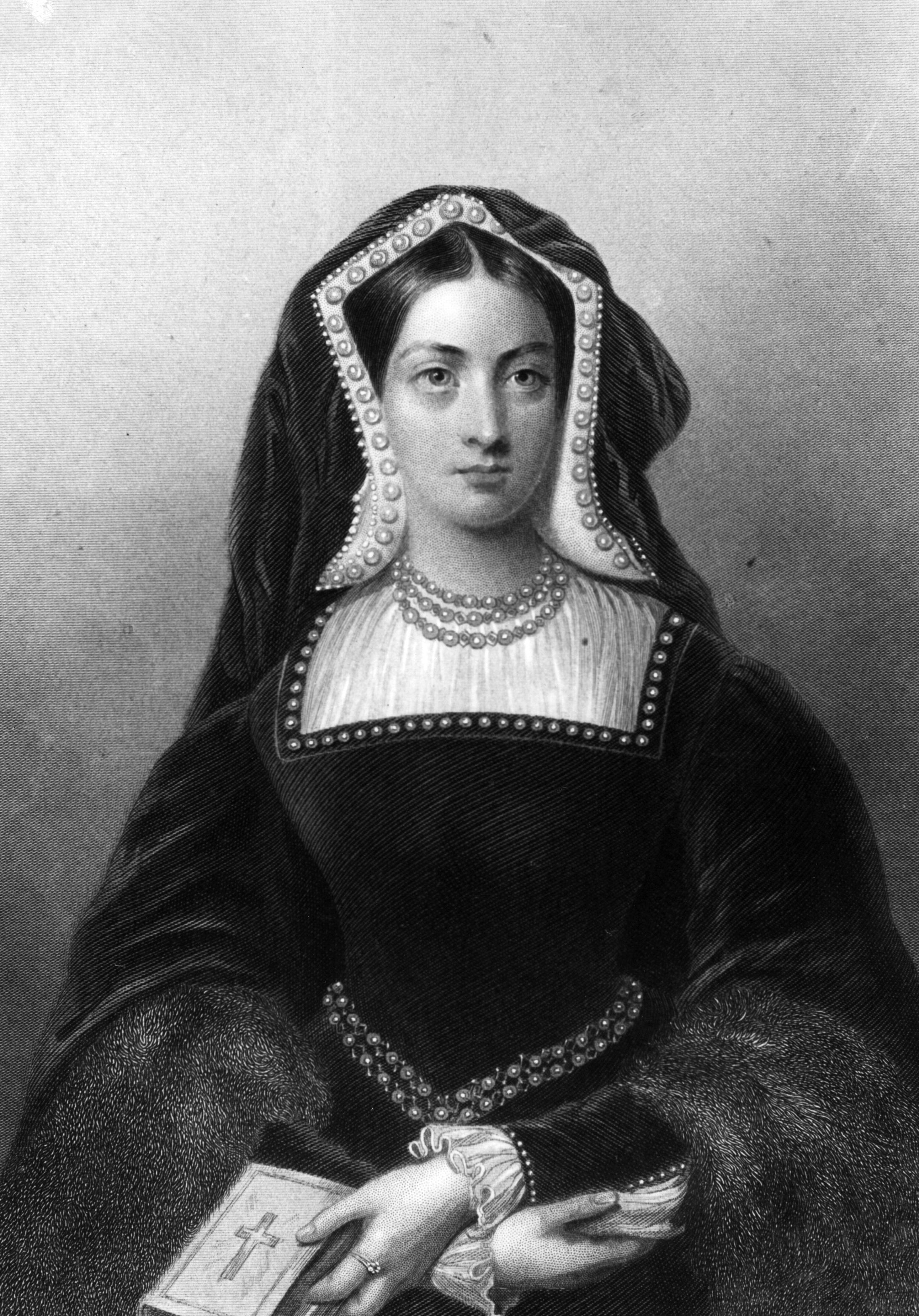
Aragóniai Katalin az 1510-es évek elején egy 18. századi metszeten.

Henrik figyelme Franciaország meghódítására irányult, és távollétében régenssé nevezte ki Katalint. Thomas Wolsey feltűnéséig ő volt a leghűségesebb bizalmasa. Katalin természetesen pártolta a spanyol-angol szövetséget a franciák ellen. Azonban nem mondhatjuk ki, hogy a királyné nagy politikai befolyást gyakorolt volna a királyra, hiszen több követ is megjegyzi, hogy Katalin feltétel nélkül teljesíti ura akaratát, olyannyira, hogy Ferdinánd ezt rossz néven is veszi és inti, hogy támogassa megfelelően apját. A korábban említett Wolsey ekkor még királyi alamizsnaosztóként szolgált az udvarnál és ő közvetítette Katalin és Henrik leveleit.
Katalin régenssége alatt a skót király IV. Jakab felkelt az angol uralom ellen. Katalin maga szállt „harcba”, bátorító és buzdító beszédeket intézett a kapitányokhoz. A királyné feltételezhetően anyanyelve mellett beszélt latinul, franciául és bár akcentussal, de folyékonyan beszélt angolul. Katalin valódi csatában nem vett részt, ugyanis a skót sereget hamar leverték és a csatamezőn a skót király is elesett. Eközben Henrik is kisebb, ám nem olyan jelentős győzelmeket aratott Franciaországban, amit Katalin lelkesen üdvözölt.
Henrik egy évre rá összetűzésbe került Ferdinánddal és házassági tárgyalásokat kezdett testvére Mária és a francia király, XII. Lajos között. 1514. augusztus 13-án megkötötték a távházasságot és Katalin is Doverba utazott Máriával, hogy ott búcsút vegyen tőle és elinduljon Franciaországba. A beteges francia király és a tizennyolc éves fiatal hercegnő házasságát nem nézték jó szemmel a Habsburgok. 1515. január elsején meghalt Lajos, és Mária összeházasodott a Henrik bizalmasai közé tartozó Charles Brandonnal, Suffolk hercegével. Thomas Wolsey ebben az időben emelkedett fel vezető pozícióba, azonban még ekkor is Katalin volt Henrik legfőbb bizalmasa, és a királyné is jó kapcsolatot ápolt a bíborossal.
1513 tavaszán, még Henrik Franciaországba indulása előtt Katalin teherbe esett, de októberben elvesztette magzatát. 1515 februárjában apjának számol be, hogy fiúgyermeknek adott életet, aki azonban nem sokáig élt. 1515 májusában a királyné ismét várandós volt. Henriknek ekkor nem volt állandó szeretője, kisebb afférjai voltak, amik nem feltétlenül jutottak el mindig a szexuális kapcsolatig. 1516. február 18-án Katalin királyné egészséges lánygyermeknek adott életet, aki a Mária nevet kapta.

### A boldog évek
A csecsemő egészségesen és életerősen jött világra, bár a királyné hosszas vajúdáson ment keresztül. A gyermeket két nap múlva meg is keresztelték, illetve bérmálták is. Az eseményen jelen volt Wolsey bíboros is. A gyermek születését övező ünnepségek szerényebbek voltak, mint a korábbi fiúgyermek érkezésekor, de a királyi pár fényes jövő előtt állt az utódok tekintetében. A hercegnő születésével új külpolitikai kilátások is nyíltak Henrik előtt.

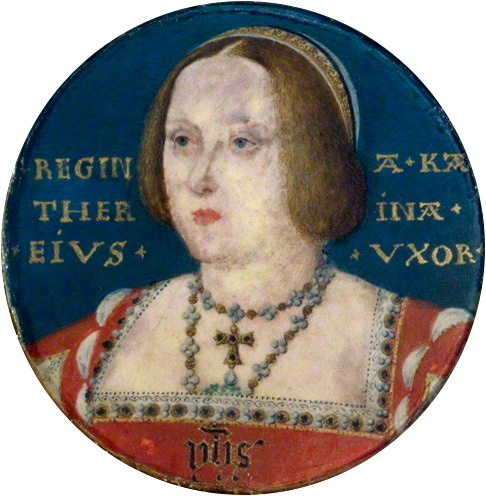
Aragóniai Katalin portréja egy miniatúrán 1525 körül.

Még Katalin terhessége alatt, 1516. január 23-án meghalt édesapja Aragóniai Ferdinánd, de halálhírét várandóssága miatt elhallgatták előle. Családja iránt érzett szeretete most Ausztriai Károlyra irányult. Anglia egyre inkább elszigetelődni látszott az európai nagyhatalmaktól, így Mária születése kiváló lehetőség volt egy új szövetség megkötéséhez.
Katalin a terhességek következtében egyre inkább elhízott és öregebbnek nézett ki hat évvel fiatalabb férje mellett. A királyné azonban kedvességével és tanultságával tudta ellensúlyozni testi adottságait és elkötelezett híve volt a humanizmusnak. 1517. október 31-én elindult a reformációnak nevezett vallási és társadalmi átalakulás, amely Angliát sem kerülte el. Gyóntatója Fray Alfonso de Villa Sancta felruházta Katalint a Fidei Defensor címmel, melyet férje is megkapott, mivel szembeszállt a lutheri tanokkal. Henrik királyt még ekkor is a táncok, a bálok és játékok érdekelték, Katalin már érettebb volt és kevésbé érdekelték a komolytalanságok. A királyné hatására elterjedt a felsőbb női körökben az olvasás és a latintanulás, illetve divattá vált a tudás elsajátítása. Ezenkívül támogatta az egyetemeket, legfőképpen a cambridge-i Queen’s College-ot.
Ahogy idősödött Katalin, egyre inkább elhatalmasodott rajta vallási buzgalma. Azonban rendkívüli tisztelet övezte és kiválóan beleillett a kor királynői képébe. 1518-ban a királyné ismét teherbe esett, így felsejlett egy esetleges fiúörökös lehetősége. Még ebben az évben megkezdődtek az előkészületek Mária és a csecsemő francia dauphin házasságának előkészítésére. A szerződés előkészítése Wolsey bíboros nevéhez fűződik, aki ebben az időben lett a király legfőbb bizalmasa. November 18-án azonban Katalin halott lányt hozott a világra. A sors kegyetlen fintoraként a királynak ekkor született fia Bessie Blounttól, aki a Henry FitzRoy nevet kapta. Henrik elismerte a fattyú gyermeket, de ez különösebben nem változtatta meg feleségével való kapcsolatát, hiszen a 16. századi Európában egy ilyen eset természetesnek volt vehető.
1519-ben Katalin unokaöccsét, Károlyt német-római császárrá választották, ami átalakította Európa politikai képét és Mária házassági kilátásai is megváltoztak. 1520-ban a francia és az angol király találkozót szervezett, amit Katalin nem támogatott és inkább, származásánál fogva spanyol-angol szövetséget szeretett volna. 1520. május 26-án sor került Károly és Henrik találkozására, mely felvetette Mária és Károly eljegyzésének gondolatát.

### Utódlási problémák

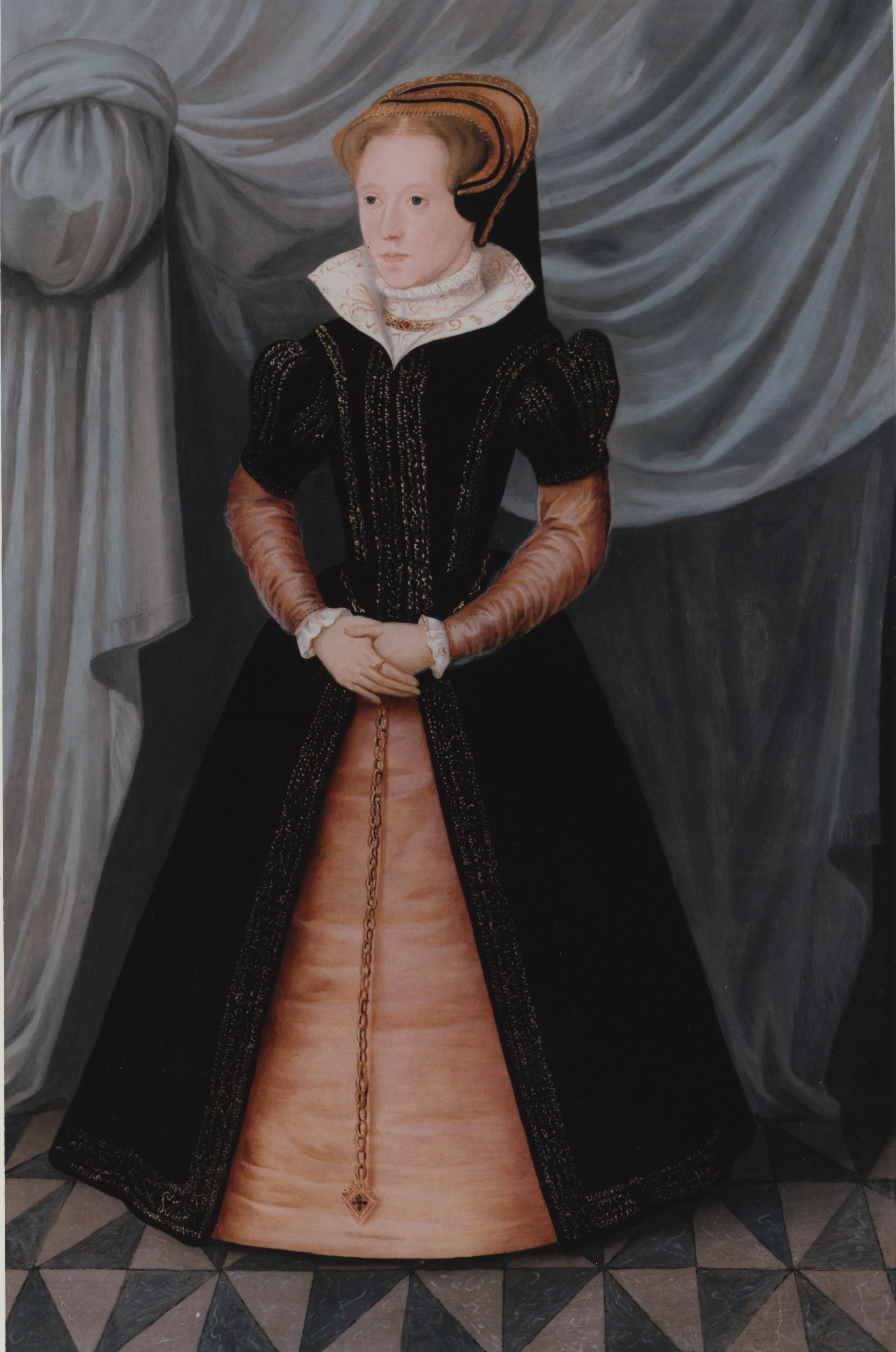
Egy 16. századi festmény I. Máriáról iskoláinak befejezése után. Hans Eworth munkája.

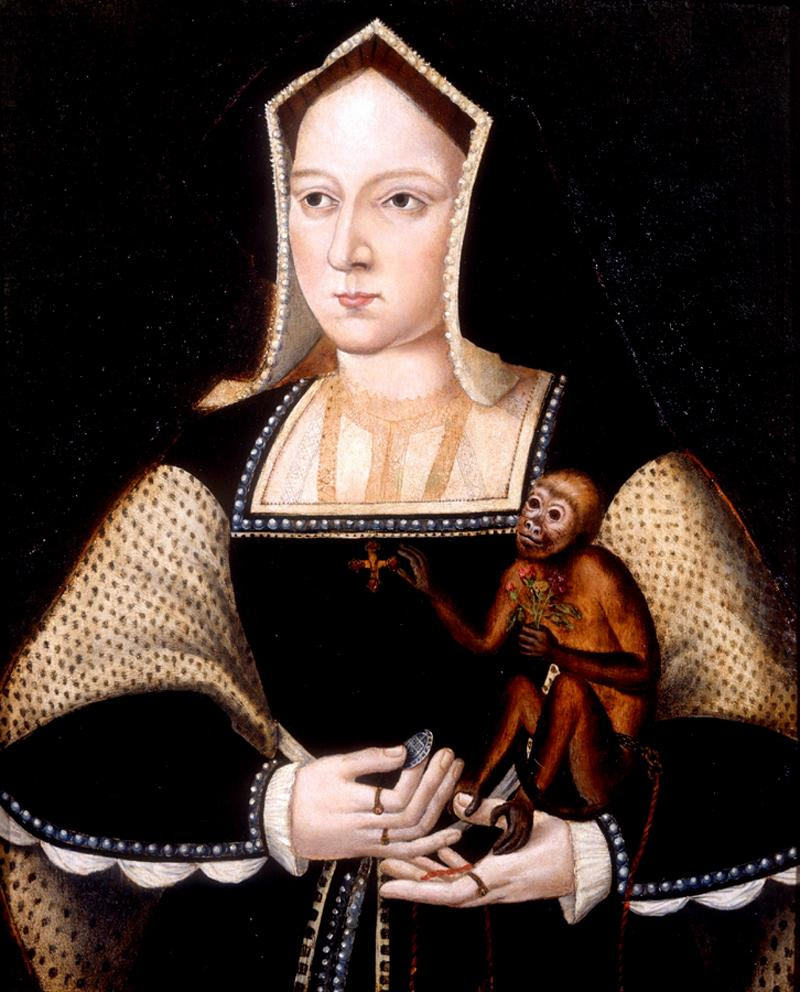
Aragóniai Katalinról készült festmény, mely a királynőt ábrázolja 1525 körül egy majommal. Lucas Horenbout munkája.

Az utódlás kérdésének szükségessége az 1520-as években vetődött fel, miután Katalin egyre idősödött és valószínűtlenné vált, hogy újabb gyermeket hozzon világra. Azonban még, ha a királyné teherbe is esett volna semmilyen biztosíték nem volt arra, hogy fiú utód jön a világra. Néhány vélemény szerint Katalin valamilyen vesebetegségben, vagy ismétlődő vérmérgezésben szenvedhetett és ezért nem sikerült több egészséges gyermeket a világra hoznia. Azonban ekkor még fel sem merült a királyban, vagy az udvarban annak a lehetősége, hogy a király elváljon Katalintól. A tervekben Mária és lehetséges férje szerepelt. 1525-ben Katalin betöltötte a negyvenedik életévét és egyre gyakrabban lett beteg, maga is arra utalt, hogy „élete bizonytalan”.
Mária 1521-ben öltötte be az ötödik életévét és már elkezdődtek a tárgyalások V. Károly követeivel az esetleges házasságról. Henrik és Katalin terve az volt, hogy lányuk és Katalin unokaöccsének gyermeke fog uralkodni Angliában, s ezzel helyre áll, majd az utódlás kérdése. Henrik ekkor végeztette ki Edward Staffordot, Buckingham hercegét, akiről azt rebesgették, hogy tökéletes uralkodó lehetne. 1522-ben közös hadjáratot indított Károly és Henrik Ferenc ellen, ami még szorosabbra fűzte a spanyol-angol viszonyt. 1522 júniusában a császár ismét Angliába látogatott, ahol Katalinnal is találkozott, illetve jövendőbelijével a  hatéves Máriával. Felmerült továbbá egy skót-angol házasság, Mária és Jakab között, az 1524-es években.
Katalin személyesen nem oktatta lányát, de különös figyelmet szentelt taníttatására. Kijelölte tanítóit és felügyelt rá, különösen latin tanulmányaira. Juan Luis Vives humanista tudós jelentősen támogatta Mária tanulmányait.
Henrik szeretője ebben az időben Mary Boleyn volt, de ez különösebben nem zavarta meg a királynővel való kapcsolatát. A románcból nem született közös utód.
1525. február 24-én Páviánál a császár hatalmas győzelmet aratott a franciák felett, ami hatalmas erőlelépést jelentett a leendő házasság kérdésében. A hatalmas győzelmek és a spanyol területek elégedetlensége miatt, azonban 1525 májusában felbontotta az eljegyzést Máriával és feleségül vette Katalin testvérének, Máriának a lányát, Izabellát. A kedvezőtlen fordulat, negatív hatással volt Katalin és Henrik kapcsolatára. A király őt okolta a zátonyra futott spanyol szövetség miatt. Az utódlás rendezésének fontosságát hangsúlyozta, hogy Henrik 1524 márciusában balesetet szenvedett, amibe majdnem megvakult.
A király 1525 áprilisában Henry FitzRoy-t Richmond hercegévé tette. A címet trónra lépése előtt ő és apja is viselte. Katalin ezt már nem tűrte szó nélkül és nyíltan szembefordult a királlyal. Kapcsolatuk innentől kezdett kihűlni. Henrik Máriát Ludlowba küldte, csak, hogy bosszantsa Katalint. Azonban ez nem jelentette Mária jelentőségének leértékelését. 1526 tavaszán azonban Henrik megismerkedett Boleyn Annával, ami hatalmas változást hozott Katalin életében.

## Boleyn Anna feltűnése

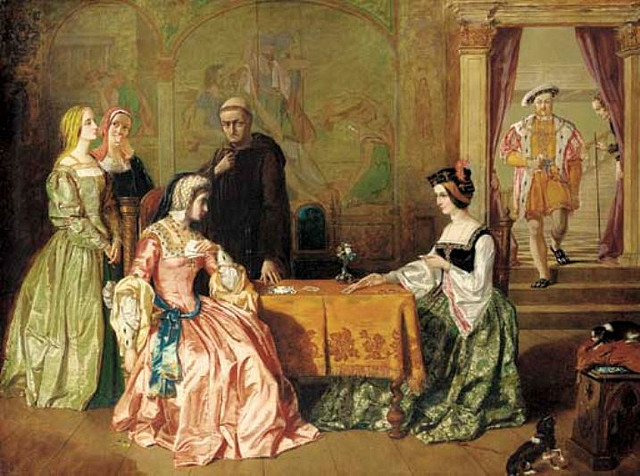
Katalin és Boleyn Anna kártyázik. William Maw Egley képe.

Anna 1522-ben került Katalin udvartartásába mint udvarhölgy. A király és Anna között hamar szerelem és erős vonzalom alakult ki és már a kezdetektől nyilvánvalóvá vált, hogy nem egy újabb Bessie Blountról van szó. Henrik jelleme és viselkedése is megváltozott Katalin iránt és valamikor 1527 májusa előtt megfogalmazódott Henrikben, hogy el akar válni Katalintól. Hogy a válás, vagy pontosabban elválás gondolata minek a hatására fogalmazódott meg a királyban, arra több elmélet is létezik.
Első ilyen „hatás” lehet Mária fejletlensége, aki korához képest alacsony volt, valószínűleg ezt anyjától örökölte, szellemi fejlettsége azonban kimagasló volt, azonban testi adottságai miatt egy ideig a fiúunoka születésére nem volt reális esély. Másik változat szerint egy bizonyos francia püspök hívta fel Henrik figyelmét arra, hogy Katalin és Henrik egyházi házassága talán nem is volt érvényes. A király azonban nem válni akart, mivel azzal elismerte volna a házasság érvényességét, hanem semmissé nyilvánítani Katalinnal kötött egybekelését.

## Katalin és Henrik válása (1527-1533)
A válás korántsem volt ismeretlen tény az akkori Európában. Azonban több oka is volt annak, hogy Katalin és a király különválása ilyen szerencsétlen módon végződött. Egyik ilyen volt a hatalom kérdése, ugyanis Katalin unokaöccse nagy hatást gyakorolt a pápára. Emellett mind Boleyn Anna, mind pedig Katalin erős jellemek voltak.
A fentebb említett okok között a legvalószínűbbnek tekinthető, hogy Henrik megkérte gyóntatóját, John Longlandet, hogy találjon valami „okot” arra, hogy házasságát érvénytelenítsék. A király Mózes Harmadik könyvében találta meg a megoldást: „Ha pedig elveszi valaki az ő fiútestvérének feleségét: vérfertőzés az; az ő fiútestvérének szemérmét fedte fel.[…] magtalanok legyenek.” Isten büntetése tehát egyértelmű a kérdésben. A király ekkor középkorú volt, míg Katalin már öregedő, telt, ám jóságos volt és nagyon népszerű a nép körében. Anna fiatal volt és a legfontosabb, hogy egy egészséges fiút hozhatott a világra. Henrik célja tehát az volt, hogy megszabaduljon feleségétől. 1527 után a király meg volt győződve arról, hogy eddig bűnben élt és a királynéval kötött házassága érvénytelen. Döntésében, mint ahogy később látni fogjuk semmi nem tántoríthatta el. Katalin, csakúgy, mint Henrik a végsőkig kitartott véleménye mellett és efelől semmi sem tántoríthatta el.

### A válás korai szakasza (1527-1528)

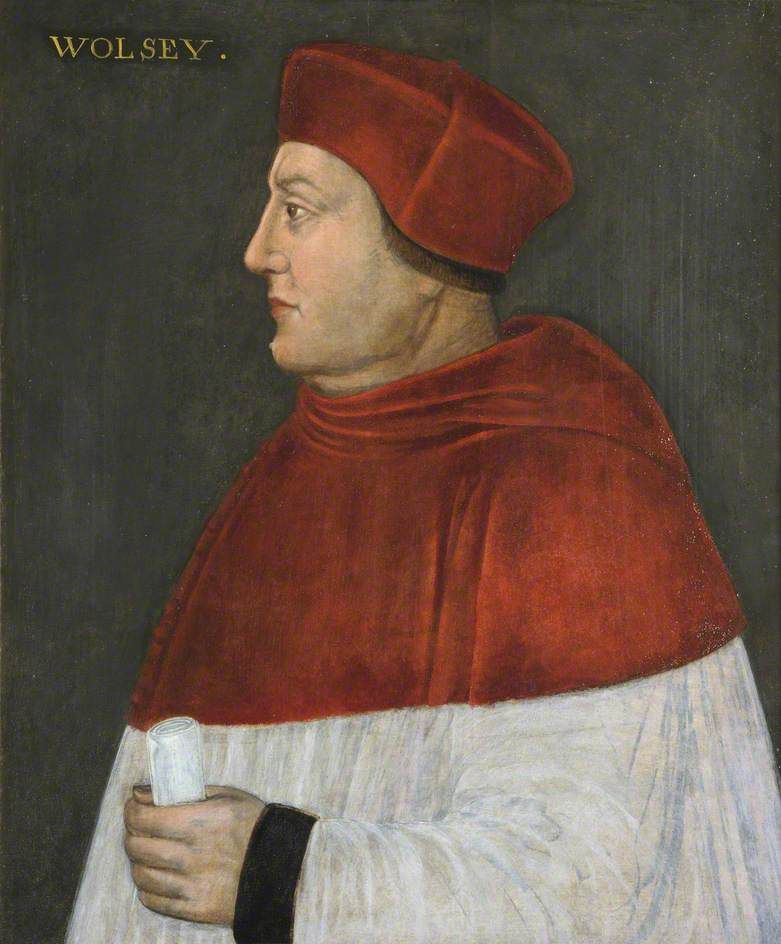
Thomas Wolsey bíboros a király „Nagy Ügyének” irányítója, 1526-ban.

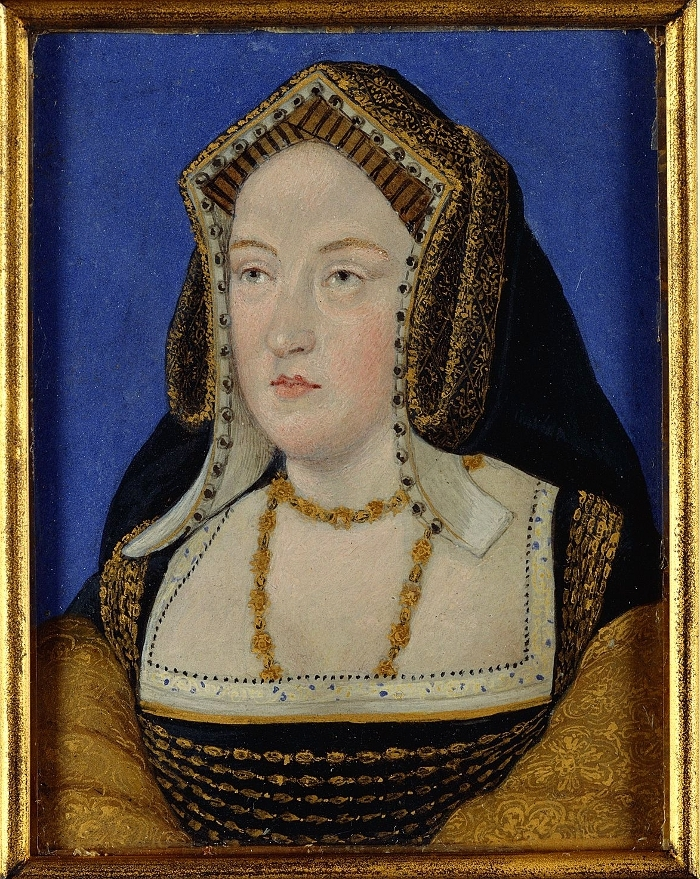
Aragóniai Katalin ábrázolása egy 1652-es miniatűrön

1527-ben Wolsey bíboros hivatalból indított vizsgálatot, hogy megvizsgálják a király házasságát. A vizsgálat megindításáról Katalint nem tájékoztatták, azonban hamarosan nyilvánvalóvá vált, hogy a különválás nem fog olyan egyszerűen végbemenni, mint ahogyan azt a király elképzelte. Henrik azt állította, hogy Mózes Harmadik könyvében, hiba történt a fordítás során és nem gyermek, hanem fiúgyermek szerepel. 1527-ben Robert Wakefield írt könyvet a problémáról, valószínűleg Henrik megrendelésére. Érvelése azonban hamar kifulladt és egyértelmű elutasítás fogadta az egyház részéről. A király egy másik problémával is szembenézett, mégpedig Mózes Ötödik könyvével, mely kimondta, hogy az elhunyt fivér gyermektelen özvegyét, a fivér testvérének kötelessége feleségül vennie.
A pápa, VII. Kelemen, a császár fogságában volt és Róma kifosztásával, rövid időre megszűnt a pápa irányító és döntéshozó szerepe. Erre megoldásként szolgált volna az angol püspöki kar összehívása és a házasság érvénytelenítése, azonban John Fisher, rochesteri püspök nem egyezett bele a házasság felbontásába.
A királyné, a spanyol követ, Don Inigo de Mendoza által értesült a háta mögött zajló eseményekről és azonnal levelet írt V. Károlynak, melyben azt kéri, hogy támogassa, hogy ügyét, nem Angliában, hanem Rómába tárgyalják. Üzenetét Francisco Felipe vitte a császár elé. Ezzel Katalin érthetően keresztülhúzta Henrik számításait és a köztük lévő ellentét csak fokozódott. A királyné tudta, hogy egyetlen sebezhető pontja lehet az ügynek, hogyha megtámadják a pápa 1503-ban kiadott diszpenzációját, mely szerint az Artúrral kötött házasságot, netán (forsitan) elhálták. 1527. június 12. a király közölte Katalinnal szándékait. Henrik itt nem tett említést Annáról, a királyné azonban könnyekben tört ki és „nagy bánat” lett úrrá rajta. A király megpróbálta rávenni Katalint, hogy vonuljon vissza az udvartól. Azonban a királyné személyében merev ellenállásba ütközött. A királyné kijelentette, hogy „testtét Artúrt herceg sohasem ismerte” és Wolseyt okolta a király döntéséért. Meg kell említeni, hogy ekkor az udvar és a közvélemény nem Boleyn Annát látta a király kiszemeltjének, hanem valamely francia hercegnőt.
Hamarosan Wolsey előtt is nyilvánvalóvá vált Anna és Henrik kapcsolata, így követet küldött Rómába a második házassághoz szükséges felmentésért. 1527 decemberében a király felmentést kapott, ami azonban semmit sem ért, még első házassága érvényben volt. 1528 elején angol-francia szövetség született Károly ellen, ennek következtében Katalin helyzete folyamatosan romlott. Anna nyitott a protestáns vallás felé, Henrik azonban elzárkózott és csak célja elérése érdekében érdekelték a vallási ügyek. 1528 júniusában Henrik megírta A Glasse of the Truthe (Az igazság tüköre) című könyvét melyben kifejtette, hogy Katalinnal kötött házasságával Isten törvényei ellen vétett. 1528 nyarán Wolseynak sikerült elérnie, hogy a pápa Campeggio bíboros személyében kivizsgálja az ügyet Angliában.

### A pápai legátus vizsgálata (1528-1530)

19. századi festmény, mely Katalint ábrázolja. A háttérben Boleyn Anna és VIII. Henrik

A betegeskedő Campeggio 1528. október 7-én érkezett meg Londonba. VIII. Henrik bizakodva fogadta a legátust, a nép és a közvélemény Katalin oldalán állt, mint ahogyan azt a spanyol követ is megjegyezte. A király elzárkózott attól a lehetőségtől, hogy a pápa új diszpenzációt adjon ki a Katalinnal kötött házasságáról. A királyné háromszor találkozott a bíborossal. A beszélgetések során eskü alatt vallotta, hogy érintetlenül ment hozzá Artúr herceghez. Az erősen vallásos Katalin nagy valószínűséggel elmondhatjuk, hogy nem hazudott a kérdésben a legátusnak. Emellett elutasított minden olyan lehetőséget, amely szerint kolostorba vonult volna. Eközben mindvégig kitartott amellett, hogy önmagát a király igaz és törvényes hitvesének tekinti. Katalin szinte már mániákusan ragaszkodott királynéi státuszához, férjéhez és lányához. 1526 után a király már nem látogatta Katalin hálószobáját, kapcsolatuk elhidegült, emellett a királyné eléggé sokat betegeskedett ezekben az években. Katalin továbbra is részt vett a formális eseményeken és az udvar külsőségei semmit nem változtak. A királyné természetesen kapott jogi képviselőket. Úgy, mint John Fisher, William Warham, canterburyi érsek, Cuthbert Tunstall, London érseke, Jorge de Athequa, a királyné gyóntatója, Llandaff püspöke, és a humanista, Juan Luis Vives. Bár utóbbival viszonya megromlott és végül elhagyta az udvart. A legnagyobb problémát az jelentette, hogy az 1503-as pápai kinyilatkoztatás szerint Artúr és Katalin házassága nem minden kétséget kizárólag került elhálásra. A királynét megpróbálták befolyásolni azzal, hogyha a király ellen merényletet követnének el, annak hátterében csakis a királyné állhatna. Katalin erényesen állt ki álláspontja mellett és a nép körében egyre nagyobb tiszteletnek örvendett, mindeközben Boleyn Anna népszerűsége folyamatosan csökkent.

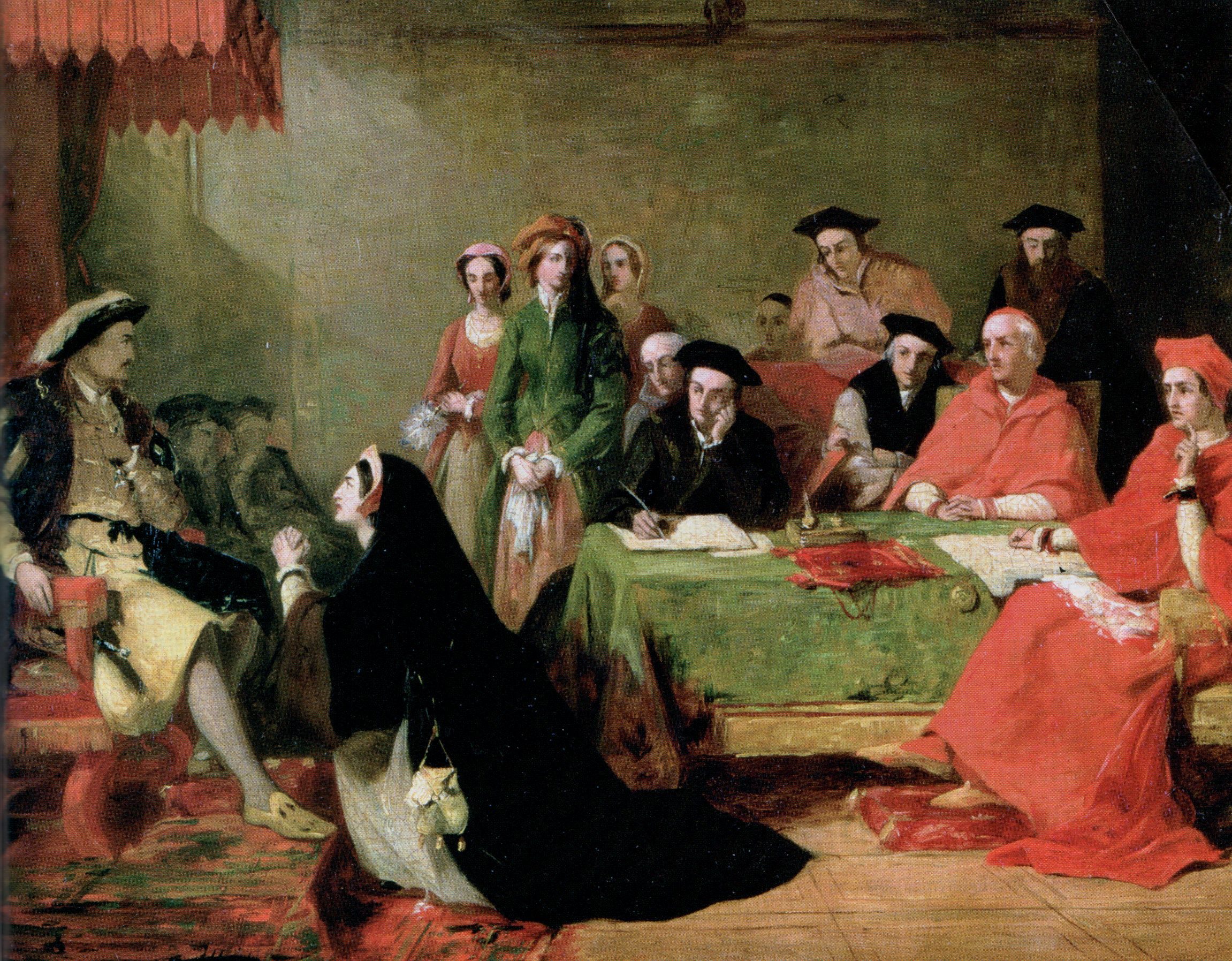
19. századi festmény, mely Katalin vallomását ábrázolja.

1529. május végén kezdődött meg a per. Katalin kezdettől fogva ellenezte ügyének Londonban történő tárgyalást és március 6-án levelet is írt a pápának, hogy ügyét a Kúria tárgyalja. A pápa küldötte, a pápai állam politikai helyzete miatt szeretett volna a Pápaságnak kedvező ítélete hozni, míg Wolsey a királynak tetszőt. Az első tárgyalás 1529. május 31-én volt, Blackfriarsban. A tárgyalások közel két hónapig tartottak, ám az erről készült beszámolók nagy része ma már nem áll rendelkezésünkre. A királyt és a királynét, június 18-ra idézték be. Katalin ünnepélyesen vallotta, hogy érintetlenül ment hozzá Henrik királyhoz és, hogy nem ismeri el a törvényszék fennhatóságát és, ügyét csakis Rómában tárgyalhatják. A legátusok felkérték a királynőt, hogy három nap múlva térjen vissza, hogy ismertessék döntésüket. 1529. június 21-én, hétfőn, zajlott le az a jelenet melyet Shakespeare is megírt a királyról készült drámájában. A király és királyné jelen voltak a tárgyaláson. A király elmondta, hogy lelkiismerete nem hagyta nyugodni és mind azt, amit az elmúlt években számos nyilatkozatban megtett. Kissé üressé tette a király mondanivalóját, hogy eközben a hallgatóság soraiban ott ült Boleyn Anna is. Elmondta, hogy püspökei mind aláírták azt a beadványt, mely kivizsgálásra bocsátja házasságának kérdését. Fisher püspök itt tiltakozásának adott szót. Wolsey felszólalásában elmondta, hogy őt a pápa jelölte ki és megpróbálta elhitetni pártatlanságát az ügyben. A királyné azonban olyanra ragadtatta el magát, amire minden jelenlévő tisztán emlékezet visszaemlékezéseiben. A királyné felállt helyéről és a király lábai elé vettette magát. Henrik azonnal felemelte Katalint, aki azonban újból térdre ereszkedett előtte. És ezeket a szavakat mondta:

| „                                                                    | „Sir, könyörgök önnek, hogy mindama szerelem kedvéért, amely valaha közöttünk volt, hadd kapjak igazságot és jogot, szánjon meg engem és legyen részvéttel irántam, mert én szerencsétlen asszony vagyok és idegen, nem az ön birodalmában születtem. Nincs itt barátom, és még kevésbé pártatlan bírám. […] Önhöz könyörgök, ki az igazságszolgáltatás feje ebben az országban […] Tanúm az Isten és az egész világ, hogy én önnek igaz, alázatos, és engedelmes felesége voltam, mindenkor az ön akarata és kedve szerint való, mindig szíves örömest megbékéltem minden dologgal, melyben ön gyönyörűségét vagy dévaj örömét lelte […] Szerettem mindenkit, akit ön szeretett, csakis az ön kedvéért, okkal vagy a nélkül, ha barátaim vagy ha ellenségeim voltak is. […] Több gyermeket is adtam önnek, noha Istennek úgy tetszett, hogy elszólítsa őket e világból. […] És amikor első alkalommal vett engem magának, Isten engem úgy segéljen, igaz hajadon voltam, kit férfi nem érintett. Lelkiismeretére bízom, így igaz-e ez vagy sem.” | ” |
| – Aragóniai Katalin beszéde a törvényszék előtt, 1529. június 21-én. | |   |

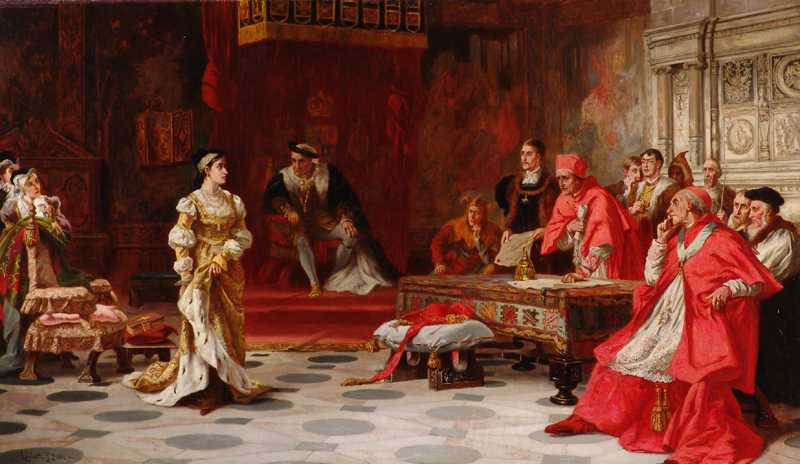
19. századi festmény, mely Katalin vallomását ábrázolja a törvényszék előtt.

A király szótlan maradt és soha, sem azelőtt, sem azután nem cáfolta meg ezeket a szavakat. Katalin ezután fölállt, meghajolt férje előtt, majd lassan elhagyta a termet. A törvényszéki ajtónálló többször is megpróbálta visszahívni, azonban ő nem hallgatott rá. Az épület előtt várakozó tömeg éljenzéssel fogadta a királynét. Ezek után Greenwichbe utazott, ahol meglátogatta Wolsey, de a királyné hajthatatlan volt. Június 25-én a tárgyalások folytatódtak, azonban Henrik nem volt hajlandó aláírni olyan vallomásokat, mely szerint Katalin és Artúr, mint férj és feleség éltek együtt. A királyné továbbra sem jelent meg a törvényszék idézésein, azonban Fisher püspök szenvedélyesen védte. Vallomásokat tettek különböző tanúk, miszerint a királyné és Artúr herceg elhálták nászéjszakájukat. Wolsey megpróbálta bebizonyítani, hogy a beteljesülést igazoló véres lepedőt elküldték Katalin szüleinek, azonban nem sikerült neki. A törvényszék június 28-án fejezte be működését. A pápa spanyol nyomásra július végén beleegyezett, hogy az ügyet Rómába tárgyalják. Campeggio, így kihirdette a pápa akaratát a törvényszéken. Henrik tehát kudarcot vallott. A törvényszék eredménytelenségének következményeképpen Wolsey elvesztette hatalmát. Perbe fogták, azonban 1530. november 29-én, feltehetőleg szívrohamban meghalt. Ekkor érkezett Katalinhoz, az új spanyol követ Eustace Chapuys, aki támogatta a királynét. A Boleyn-családhoz közel álló pap, Thomas Cranmer, azt javasolta, hogy tereljék az ügyet teológiai útra.

### A válás holtpontja (1530-1533)

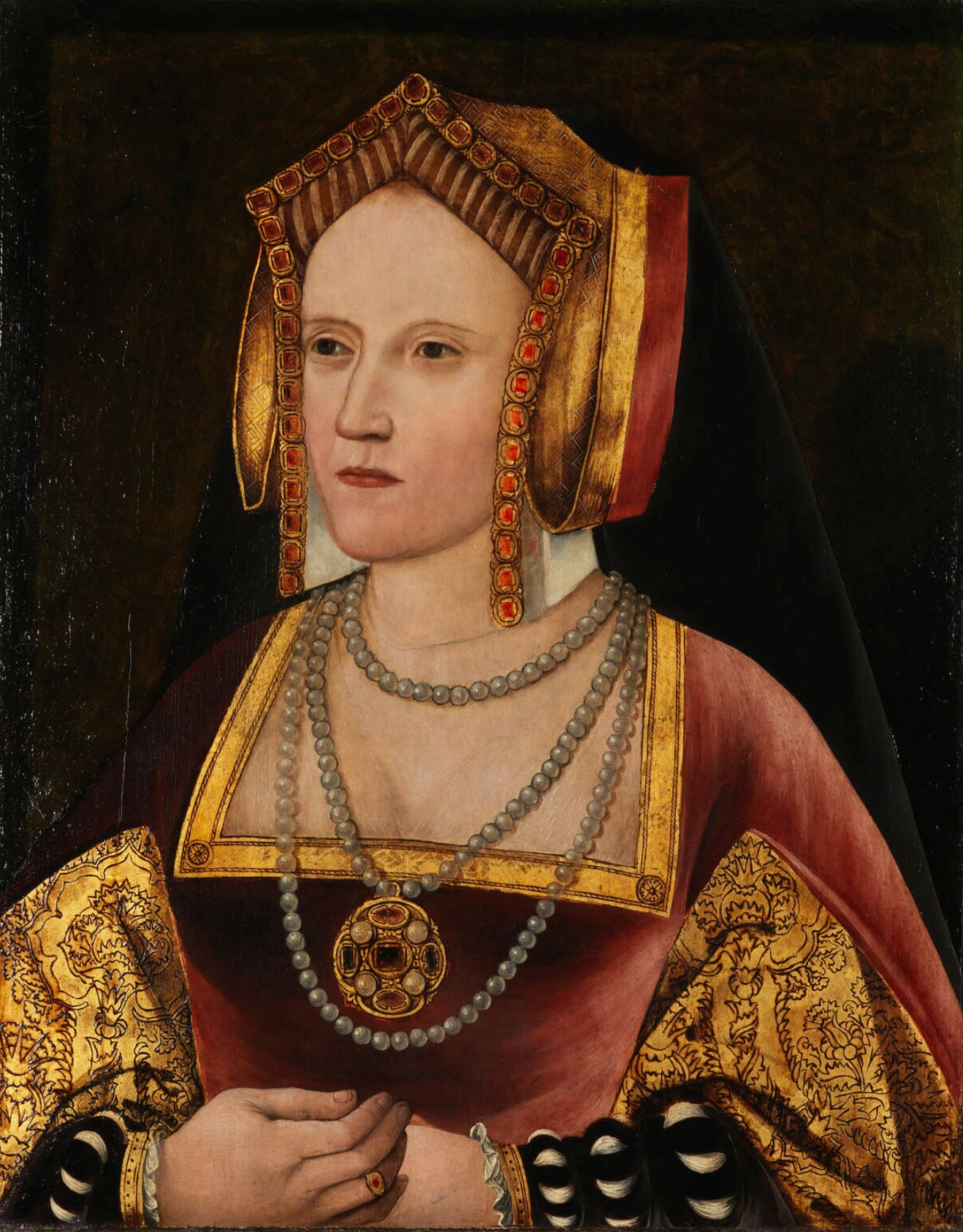
Ismeretlen festő munkája Aragóniai Katalinról az 1530-as évek elejéről.

Katalin és Henrik viszonya ebben az időszakban nagyon megromlott. Antonia Fraser szerint ez részben Katalin hibája, hiszen egészen a házsártos feleség szerepéig süllyed, mikor tudta, hogy a királynál, csak hízelgéssel lehet bármit is elérni. 1531 decemberében Boleyn Anna már nyíltan szidalmazta a királynét és spanyol udvarhölgyeit. Az 1530-ban a királyné egészsége jelentősen megromlott. Katalint ezek mellett a válási procedúra lelkileg is megviselte, mivel eddig hitt abban, hogy a király, majd ráun Annára, azonban az idő bebizonyította, hogy ez nem következik be. Lázrohamok gyötörték és egészsége súlyos válságba jutott. A király teológiai elképzelése csődöt mondott és az egyetemek politikai úton döntöttek. Így a király és a királyné között egy kimondatlan egyezség jött létre, mely szerint az ügyben már tényleg csak a pápa dönthet. A pápa azonban halogatta a döntést és ez csak súlyosbította a helyzetet. A pápa 1531 januárjában megtiltotta a király második házasságát és minden, eme új frigyből születő gyermeket törvénytelennek ítélt. A papság megszavazta, hogy Henrik az angol egyház feje legyen, bár ez csak korlátozott hatalom volt, Katalin megijedt, hogy hamarosan már a pápa sem veheti védelmébe.
1531 júliusában a király búcsú nélkül elhagyta Windsort és többé nem találkozott Katalinnal. A királynét megpróbálták a nemesség tagjai közül többen is jobb belátásra bírni, azonban hiába. Henrik kijelentette, hogy a pápát már nem tartja megfelelő személynek a döntés meghozatalában, míg Katalin rendületlenül kitartott korábbi érvei mellett. A király elrendelte, hogy a királynénak költöznie kell az udvarból és a The More (A Láp) birtokot jelölte ki számára udvartartását azonban megtarthatta. Katalin nem maradt sokáig a More birtokon. Előbb a Bishop’s Hatfieldbe, majd a Hertford kastélyba költözött. 1533-ban Ampthillbe költöztették.

## Az utolsó évek

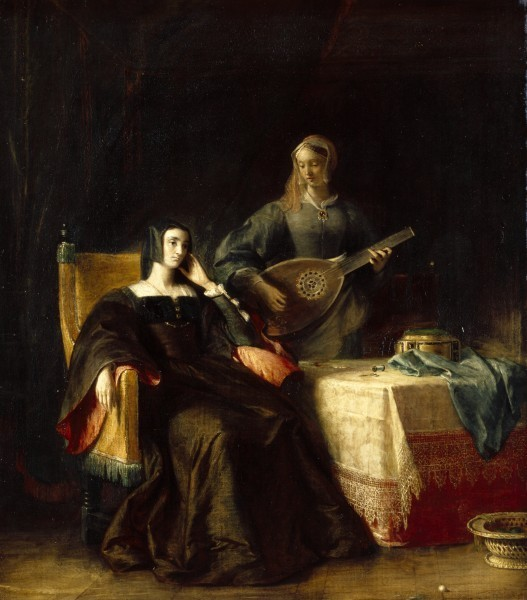
A szomorú Aragóniai Katalin ábrázolása, egy 1842-es festményen.

### Elválása Henrik királytól
A király Thomas Cranmer segítségével rákényszerítették az egyház képviselőit, hogy minden egyházi intézkedéshez az uralkodó engedélye legyen szükséges. 1532. május 15-én a papság kimondta engedelmességét. Warham érsek halála után Henrik kinevezte Cranmert az angol egyház fejének. Még ebben az évben a király parancsba adta Katalinnak, hogy szolgáltassa vissza a királynét megillető koronázási ékszereket. A királyné engedelmeskedett a parancsnak és visszaadta őket. 1533. január 25-én Anna és Henrik összeházasodott, melyről Katalin áprilisban értesült. Ezzel megszólítása is Özvegy Hercegné lett, illetve címei is a korábbi állapot szerint álltak vissza. Emellett Cranmer Katalint ismét egyházi bíróság elé hívta, ahol nem jelent meg. A hercegnő határozottan visszautasította azt a lehetőséget, hogy a császár háborút indítson Anglia ellen, bár az uralkodó erre hajlandóságot nem mutatott. 1533. május 23-án Thomas Cranmer, érsek hivatalosan is érvénytelenítette Aragóniai Katalin és VIII. Henrik házasságát.

### Utolsó évei és halála
1533. július 11-én a pápa kiadott bullájában kimondta, hogy Katalin és Henrik házassága érvényes és nem engedélyezi a király újabb házasságát. Ha esetleg mégis megtenné, az ebből a frigyből született gyermekek mind törvénytelenek lesznek. Katalin helyzete tehát nem javult. Antonia Fraser szerint, az egykori királyné nem ismerte a reálpolitikát és nem volt kompromisszumképessége ebben az ügyben. Egészségi állapota egyre romlott, de álláspontja mellett a végsőkig kitartott és elvárta a királynéi megszólítását. I. Erzsébet 1533. szeptember 7-ei születésével Katalin és lánya Mária immár végleg elvesztették királyi státuszukat. A pápa 1534 márciusában megerősítette korábbi bulláját. Még Erzsébet születése előtt Katalint áthelyezték Huntingdonshire-be. Katalinnak és udvartartásának is esküt kellett tennie az Erzsébet öröklését biztosító Örökösödési törvényre, azonban az egykori királyné ezt visszautasította, udvartartásából sokakat elküldtek. Ekkorra egészségi állapota rendkívül megromlott, és a király egy francia követnek írt levelében maga mondja, hogy Katalin már nem sokáig fog élni. Még ebben az évben Katalin és Mária találkozhattak, mivel lánya nagyon megbetegedett és a király engedélyezte a találkozást. Katalin legközelebbi támogatóit Henrik folyamatosan kivégeztette, zaklatta, mivel nem tettek hűségesküt az Örökösödési törvényre. A hűségeskü révén Henrik, hacsak „névlegesen”, de maga mögé állította a közvéleményt. Hatalmas építkezésekbe kezdett, ahol már Henrik és Anna monogramjai díszelegtek. Több kastélyból és várból eltávolították Katalin királynő címerét és monogramját.

## Gyermekei
| Név                      | Születési dátum    | Elhalálozási dátum | Megjegyzés                             |
| ------------------------ | ------------------ | ------------------ | -------------------------------------- |
| Halva született lány     | 1510. január 31.   | 1510. január 31.   |                                        |
| Henrik, Cornwall hercege | 1511. január 1.    | 1511. február 23.  |                                        |
| Halva született lány     | 1515 októbere      | 1515 októbere      |                                        |
| Henrik, Cornwall hercege | ?                  | 1515 februárja     |                                        |
| I. Mária angol királynő  | 1516. február 16.  | 1558. november 17. | Az egyetlen felnőttkort megélt gyermek |
| Halva született lány     | 1518. november 18. | 1518. november 18. |                                        |

## Címei és titulusai

Aragóniai Katalin királyné címere.

| Titulus                                                                       | Felvétel kezdete   | Cím elvesztése     | Megjegyzés                                                              |
| ----------------------------------------------------------------------------- | ------------------ | ------------------ | ----------------------------------------------------------------------- |
| Katalin, Aragónia és Kasztília infánsnője.                                    | 1485. december 16. | 1501. november 14. | A spanyol királyi utódok hagyományosan az infáns, infánsnő címet kapja. |
| Wales hercegnője (princess), Cornwall hercegnője (duchess), Chester grófnéja. | 1501. november 14  | 1502. április 2.   | Artúr Wales-i herceg feleségeként.                                      |
| Özvegy hercegnője Walesnek, Cornwallnak és Chesternek.                        | 1502. április 2.   | 1509. június 11.   |                                                                         |
| Őkegyelmessége Anglia Királynéja                                              | 1509. június 11.   | 1533. május 23.    |                                                                         |
| Őfelsége Anglia Királynéja                                                    | kb. 1519           | 1533. május 23.    |                                                                         |
| Özvegy hercegnője Walesnek, Cornwallnak és Chesternek.                        | 1533. május 23.    | 1536. január 7.    |                                                                         |

## Ajánlott irodalom
- Fraser, Antonia: VIII. Henrik hat felesége, Budapest, Európa Könyvkiadó, 1997 (eredeti kiadás: F., A.: The Six Wives of Henry VIII, London, Mandarin, 1993)
- Panzer, Marita A.: Nők az angol trónon - Anglia királynői és királynéi, Budapest, GABO, 2007 (eredeti kiadás: P., M. A.: Englands Königinnen. Von den Tudors zu den Windsors, Regensburg, Verlag Friedrich Pustet, 2001)
- Alison Weir: Aragóniai Katalin, Budapest, Művelt Nép Könyvkiadó, 2018. ISBN 9786155760532